# SU-122
Die SU-122 (russisch СУ-122) war eine sowjetische Selbstfahrlafette, die zur Zeit des Zweiten Weltkrieges entwickelt wurde. Die Bezeichnung SU bedeutet Samochodnaja Ustanowka (Selbstfahrlafette) und die Zahl 122 steht für das Kaliber der Haubitze.
Das Konstruktionsbüro des Uralski Sawod Tjaschologo Maschinostrojenija (russisch Уральский завод тяжёлого машиностроения, УЗТМ, Уралмаш, kurz USTM, Uralmasch – Uraler Werk des Schweren Maschinenbaus) in Swerdlowsk entwarf die SU-122 im November des Jahres 1942. Als Projektleiter wirkte Lew Israilewitsch Gorlizki, einer der damals führenden Spezialisten in der Entwicklung mittlerer Selbstfahrartillerie-Fahrzeuge. Nachdem die Sowjetarmee die Selbstfahrlafette im Monat darauf angenommen hatte, begann die Serienproduktion. Die Fertigung der SU-122 endete nach dem Bau von 638 Einheiten im August 1943, als die Produktionskapazitäten für die Herstellung des neuen Jagdpanzers SU-85 freigemacht wurden. Viele Baugruppen der SU-85, wie das Fahrgestell, waren Weiterentwicklungen der entsprechenden Teile der SU-122.
Die Rote Armee setzte die SU-122 in den Gefechten des Zweiten Weltkriegs ab Februar 1943 ein. Die Fahrzeuge wurden mit Erfolg hauptsächlich als mittleres Sturmgeschütz genutzt, manchmal übernahmen sie auch die Aufgaben von Panzerhaubitzen. Versuche eines Einsatzes als Jagdpanzer scheiterten an der hierfür ungeeigneten Hauptwaffe. Der Höhepunkt der aktiven Verwendung lag im zweiten Halbjahr 1943. Nach den schweren Verlusten im Jahr 1944 wurden die SU-122 selten im Fuhrpark der sowjetischen Truppen eingesetzt, einzelne verbliebene Fahrzeuge waren bis zum Kriegsende im Kampfeinsatz.

## Geschichte

### Vorgeschichte
In der Zwischenkriegszeit arbeiteten die sowjetischen Militärtheoretiker konsequent auf dem Gebiet der Bewaffnung der Roten Armee mit Selbstfahr-Artillerie. Unter den verschiedenen Entwicklungen, die für eine praktische Umsetzung als geeignet betrachtet wurden, war auch der Entwurf eines vollgepanzerten, turmlosen Kettenfahrzeuges. Haupteinsatzgebiet sollte die unmittelbare Feuerunterstützung der Panzer- und Schützeneinheiten auf dem Schlachtfeld werden. Das in den frühen 1930er-Jahren noch unzureichende Ingenieurwesen und die schwache Industrie der Sowjetunion machten jedoch eine Realisierung aus eigener Kraft nicht möglich. So gab man die Ausarbeitung des Projektes und den möglichen Bau eines Versuchsmusters bei Daimler-Benz in Auftrag. Der Auftragnehmer konnte die Arbeit jedoch nicht in der vereinbarten Zeit abschließen und stellte seine Entwicklungen Mitte 1932 vor. Auch der von Daimler-Benz geforderte Preis war dreimal höher als der ursprünglich vereinbarte. Daraufhin verzichtete die sowjetische Seite auf den Entwurf.
Im Deutschen Reich wurde die Idee zu dieser Art von Kampffahrzeugen wieder aufgenommen. Schon während des Westfeldzuges verwendete die Wehrmacht die ersten Sturmgeschütze auf Basis des mittleren Panzerkampfwagens III. Sie entsprachen den oben erwähnten Merkmalen und bewährten sich im Gefecht gut. Die als StuG III in Dienst genommenen Fahrzeuge wurden zu einem unerlässlichen Teil des deutschen Heeres. Dieser Erfolg blieb in der Sowjetunion nicht unbemerkt und um die Jahreswende 1940/41 begann man, sich erneut mit der Frage einer eigenen Entwicklung zu beschäftigen. Die sowjetischen Militärspezialisten konnten sich jedoch noch nicht über den Typ des Unterstützungspanzers einigen. Es gab zwei Alternativen mit je eigenen Vorzügen und Nachteilen: ein turmloses Selbstfahrgeschütz ähnlich dem StuG III oder den für die Rote Armee üblicheren „Artillerie-Panzer“ wie den in Serie gefertigten BT-7A. Der Überfall auf die Sowjetunion beendete alle diese Vorarbeiten.

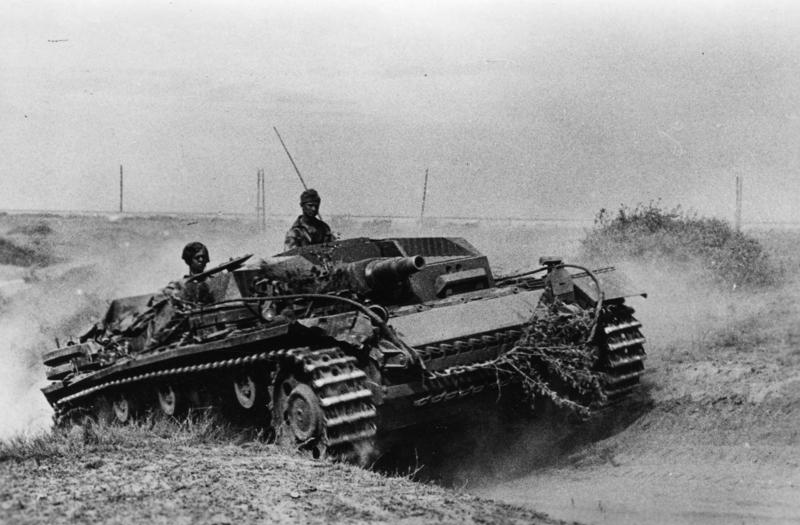
Sturmgeschütz III, frühe Ausführung

Die Analyse der ersten sechs Kampfmonate brachte den sowjetischen Spezialisten wieder Erkenntnisse über die Effektivität der deutschen Sturmgeschütze. Am 14. und 15. April 1942 fand das Plenum des Artillerie-Komitees statt; unter den diskutierten Themen war auch die Entwicklung eines eigenen turmlosen „Sturmpanzers“, deren Umsetzung nunmehr aber von den Umständen des Kriegsverlaufes geprägt wurde. Im Jahr 1941 erlitten die Panzertruppen der Roten Armee katastrophale Verluste an Kampfmaterial, der schnelle Vormarsch der deutschen Wehrmacht bedeutete den Wegfall industrieller Kapazitäten und Rohstoffquellen. Die wichtigsten Rüstungsbetriebe wurden erfolgreich nach Osten evakuiert, aber von diesen konnte kurzfristig kein großer Produktionsausstoß erwartet werden. Gerade dies war jedoch die Hauptforderung des Staatlichen Verteidigungskomitees (russisch Государственный комитет обороны, abgekürzt ГКО – GKO) an jedes Werk, unabhängig von den dortigen Zuständen. Die Anpassung an einen neuen Standort sowie die Wiederherstellung der Verbindungen zu den Zulieferern forderten eine gewisse Zeit. Unter solchen Bedingungen war die Vereinfachung und Verbilligung der Konstruktion des Panzers einer der wichtigen Wege, um diese Aufgabe zu erfüllen. Gerade deshalb entwarfen die Konstrukteure Nikolai Wassiljewitsch Kurin und Georgi Fjodorowitsch Ksjunin nach dem Plenum den turmlosen Panzer U-33. Dieses Fahrzeug nutzte das Fahrgestell des T-34 und die 76-mm-Divisionskanone SiS-22 (eine Variante der 76-mm-Divisionskanone M1939 (USW), die im Krieg produziert wurde) mit Sockellafette als Bewaffnung. Der Verzicht auf einen Turm verringerte den Arbeitszeitaufwand um 27 % und die Masse um 1,8 bis 2,1 Tonnen. Die Gewichtseinsparung erlaubte auch eine Verstärkung der frontalen Panzerung auf 75 mm oder mehr. Der Entwurf wurde hoch bewertet, blieb aber nur auf dem Papier, da das USTM zu stark von der bereits angeordneten Organisierung der Serienproduktion des T-34 beansprucht wurde.
Etwas später, im Sommer 1942, kehrten die Konstrukteure des USTM zu diesem Thema zurück und schlugen im August den Entwurf des turmlosen Panzers U-34 mit der 76-mm-Kampfwagenkanone F-34 (bereits Hauptbewaffnung des T-34) dem Volkskommissariat für Panzerindustrie (russisch Народный комиссариат танковой промышленности, abgekürzt НКТП – NKTP) vor. Gleichzeitig überarbeitete N. W. Kurin das Projekt U-33, um im Fahrzeug die 122-mm-Haubitze M1938 (M-30) unterzubringen. Doch das USTM wurde wieder stark von der Serienproduktion des T-34 beansprucht. Als Folge wurden die Arbeiten am U-34 zeitweilig angehalten und die Unterlagen des U-33 zum Artillerie-Werk Nr. 9 zur dortigen Weiterentwicklung gebracht.

### Entwicklung

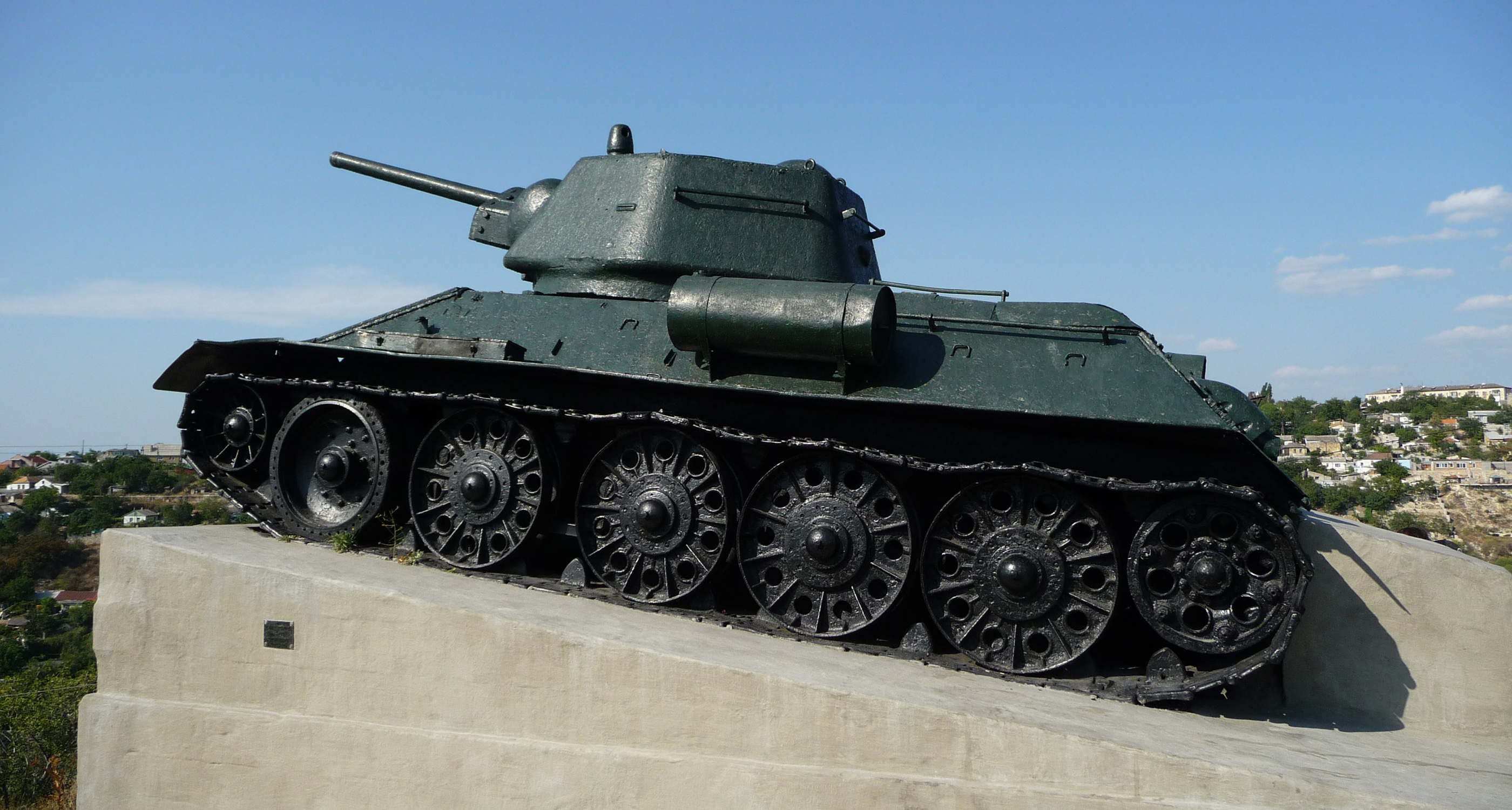
Der mittlere Panzer T-34, Basis für die SU-122.

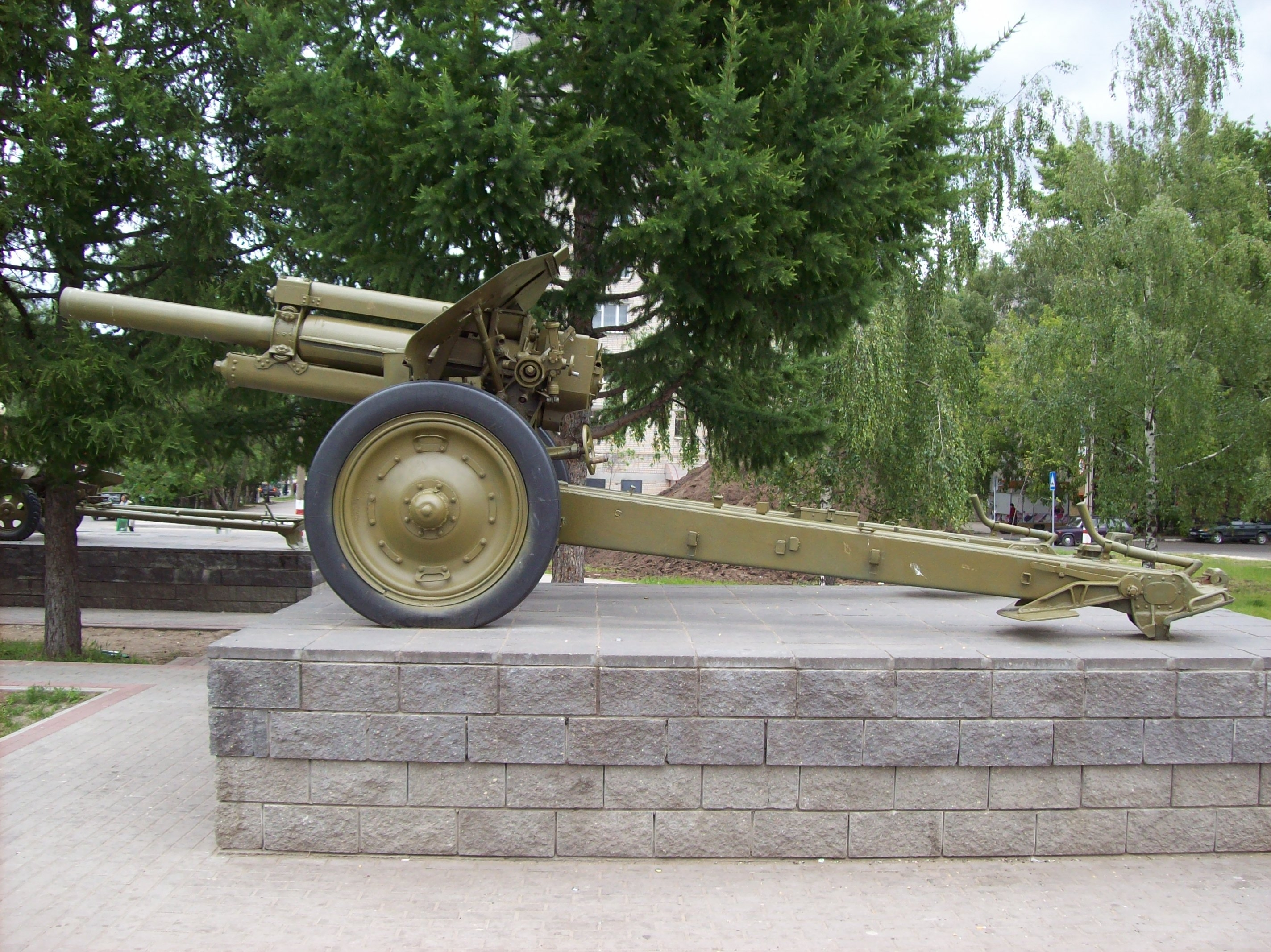
Die gezogene mittlere Feldhaubitze M-30

Am 19. Oktober 1942 erließ das GKO die Resolution Nr. 2429ss, welche die Entwicklung einer gepanzerten 122-mm-Selbstfahrhaubitze für die Niederhaltung feindlicher Feuerstellungen und für die Panzerabwehr forderte. Am selben Tag verließen die ersten seriengefertigten T-34 das Fließband des USTM, so dass die Arbeitskraft der Entwickler auf diese Aufgabe konzentriert werden konnte. Nach dem Befehl Nr. 721 des NKTP wurde beim USTM eine Sonderkonstrukteursgruppe unter der Leitung Lew Gorlizkis organisiert. Zu ihr gehörten die Ingenieure N. W. Kurin, G. F. Ksjunin, A. D. Nekljudow, K. N. Iljin, I. S. Sasanow und I. I. Emmanuilow. Der Stellvertreter des Volkskommissars der Panzerindustrie und bekannte Konstrukteur sowjetischer Panzerfahrzeuge Josef Kotin führte die persönliche Kontrolle der Arbeiten durch. Auf Basis des überarbeiteten Projekts U-34 und der Entwicklungen des Werks Nr. 9 legte die Sondergruppe am 29. Oktober den neuen Entwurf U-35 der zwischenbehördlichen Kommission der Hauptartillerieverwaltung (russisch Главное артиллерийское управление, abgekürzt ГАУ – GAU) und dem NKTP vor.
Ein ähnliches, vom Werk Nr. 9 selbst entwickeltes Projekt war die zweite Variante zur Vorstellung bei der zwischenbehördlichen Kommission. Für die Auswahl zwischen beiden war nur die Menge der jeweils erforderlichen Nacharbeiten und der Produktionsaufwand entscheidend. Endgültig ging der U-35 als Sieger hervor. Für den Bau des Versuchsmusters mit allen vorgeschlagenen Verbesserungen erhielten die Konstrukteure nur 20 Tage Zeit, zum 25. November sollte der Prototyp für die Tests bereit sein. L. I. Gorlizki beschrieb die Lage während der Ausführung dieser Aufgabe wie folgt:

«Мы все тогда жили в своём КБ. Чертежи на некоторые узлы и детали делали уже после их готовности, а рабочие в цехах работали по эскизам. Но я не помню, чтобы кто-то жаловался на их качество… Понятно, что у нас не было никакой оснастки и приспособлений, всё придумывали на месте, в перспективу. А первый образец делали с большим количеством пригоночных работ…»

„Wir alle lebten in dieser Zeit in unserem Konstruktionsbüro. Die Zeichnungen für einige Teile und Details wurden nach deren Fertigung erstellt und die Arbeiter in den Werkshallen verwendeten Entwurfsskizzen. Aber ich kann mich nicht daran erinnern, dass sich jemand über deren Qualität beklagte. Es ist klar, wir hatten keine Ausrüstung und Vorrichtungen; alles wurde an Ort und Stelle erdacht mit dem Blick auf die Zukunft. Und das erste Muster machte viele Anpassungsarbeiten erforderlich.“

Deshalb begannen die Werksprüfungen nicht wie geplant am 25. November, sondern erst am 30. November. Der Prototyp U-35 legte einen Marsch von 50 Kilometern zurück und gab 20 Schuss ab. Sofort zeigten sich die gravierenden Schwachpunkte der Konstruktion. Die Rohrzurrung und die Fixierung des Geschossansetzers erwiesen sich als unzuverlässig und die Ventilation des Kampfraums war schlecht. Wenn das Rohr maximal nach links oder rechts geschwenkt wurde, ergaben sich Schlitze zwischen der Panzerblende und der Frontplatte des Aufbaus. Der Beschusssektor entsprach – besonders in der Höhe – nicht den ursprünglichen Anforderungen. Ein Teil dieser Mängel wurde unverzüglich durch Montage des Turmventilators des T-34 und die Erweiterung des Schwenkbereiches der Hauptwaffe behoben. Andere Schwachstellen erforderten hingegen aufwendigere Maßnahmen, um sie zu beheben.
Die staatlichen Tests des U-35 und des alternativen Entwurfs vom Werk Nr. 592, genannt SU-122/T-3 oder SG-122, fanden vom 5. bis zum 19. Dezember 1942 auf dem Gorochowezker Artillerieschießplatz statt. Der Konkurrent war ebenfalls ein Selbstfahrartillerie-Fahrzeug – mit der gleichen Hauptwaffe wie der U-35, aber auf Basis erbeuteter Panzer III. Die Prüfungen zeigten, dass der U-35 leichter war und besseren Panzerschutz sowie bessere Geländegängigkeit besaß. Der SG-122 hingegen gewann bei der Feuergeschwindigkeit, wobei er einen größeren Erhöhungswinkel gewährleistete. Die ungewisse Anzahl von in der Zukunft noch zu erbeutenden Panzern würde jedoch eine Aussage über den möglichen Produktionsausstoß dieser Kampffahrzeuge unmöglich machen. Deshalb nahm die staatliche Kommission für den Dienst in der Roten Armee den U-35 unter der Bezeichnung SU-122 an, stellte aber gleichzeitig eine Forderungsliste mit 48 Konstruktionsverbesserungen zusammen. Infolge des akuten Bedarfs der Front erhielt das USTM die Erlaubnis, die erste Serie der SU-122 ohne Behebung der erkannten Mängel zu bauen, noch vor Ende 1942 konnte das Werk aber den Großteil der Schwächen beheben. Nur die Vorserienfahrzeuge hatten eine „unterbrochene“ Aufbaufront aus zwei Panzerplatten, eine kleine Panzerblende und besaßen keinen Ventilator und keinen Schutz für das Rundblickfernrohr. Bei den ab Januar 1943 gebauten SU-122 war die Frontpanzerung nur noch aus einer Panzerplatte hergestellt. Auch wurde eine neue Panzerblende eingeführt, die ein Eindringen von Kugeln oder Splittern durch Spalte beim größtmöglichen Seitenwinkel ausschloss. Hinzu kamen eine Reihe von weiteren, weniger bedeutenden Verbesserungen wie Kraftstofftanks mit vergrößertem Volumen.

### Weitere Verbesserungen

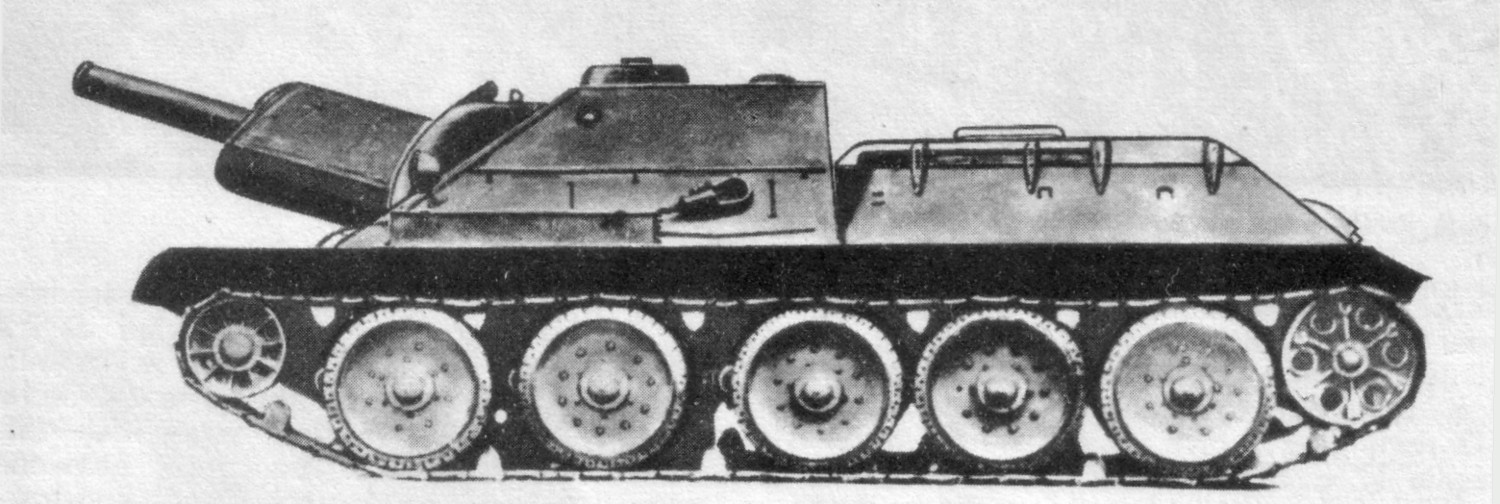
SU-122, Seitenansicht

Nach dem Beginn der Serienproduktion des SU-122 folgten beim USTM weitere Arbeiten zur Verbesserung des Entwurfes sowie zur Steigerung der Herstellungsqualität. Der verantwortliche Konstrukteur hierfür war L. I. Gorlizki. Das Motorenwerk Nr. 76 und das Werk Nr. 50 (eine ehemalige Filiale des USTM, das als selbstständiges Werk reorganisiert wurde) beteiligten sich an diesem Prozess. Zum Mai 1943 hatten die Entwickler bedeutende Erfolge erzielt: Die betrieblichen Aufwendungen wurden um 10 % verringert und der Preis je Einheit sank um 15.000 Rubel. Die verbesserte Fertigungsqualität erlaubte es, die Garantie-Kilometerleistung von 1000 auf 1600 km zu erhöhen. Um diese Zeit beschloss das GKO, dass sich das USTM auf den Bau von Selbstfahrartillerie-Fahrzeugen konzentrieren sollte, und entließ den Betrieb aus der Produktion von T-34-Panzern. Die freigewordenen Kapazitäten und das Personal dienten der Intensivierung der Fertigung des SU-122. Infolgedessen erfüllte das USTM noch im Mai 1943 seine Produktionspläne und meldete die Bereitschaft, sie zu überbieten. Für ihre Verdienste bei der Entwicklung und Organisierung der Serienauslieferung des SU-122 wurden L. I. Gorlizki und N. W. Kurin mit dem Orden des Roten Sterns und dem Stalinpreis II. Klasse ausgezeichnet.
Diese Maßnahmen konnten jedoch nicht die infolge der hastigen Entwicklung vorhandenen Hauptmängel des SU-122 beheben. Die meisten waren der Montage der Rohrgruppe der M-30-Feldhaubitze mit dem Höhenrichtwerk und dem horizontal richtbaren Teil der Oberlafette auf einer Sockelanlage im Aufbau geschuldet. Durch diese Art des Einbaus konnten ohne grundlegende Veränderungen des Entwurfs des Artillerie-Systems bereits gefertigte Geschütze verwendet werden und schnell die Serienproduktion des Fahrzeugs beginnen. Aber schon die ersten Gefechtserfahrungen zeigten sehr negative Konsequenzen:
- die Oberlafette und der Sockel des Geschützes forderten viel Platz im Kampfraum, der dadurch sehr schmal wurde und sich beim Schießen schnell mit Pulvergasen füllte;
- der lange Rohrrücklauf machte den Kampfraum noch unbequemer für die Arbeit der Mannschaft;
- die sperrigen Rohrrücklaufvorrichtungen traten nach vorne aus dem Aufbau, so begrenzten sie das Blickfeld des Fahrers erheblich und verhinderten die Montage einer Fahrereinstiegsluke. Des Weiteren belastete die schwere Panzerung mit komplizierten Formen die vorderen Laufrollen des Fahrgestells stark.

Zu alledem kamen fertigungstechnische Probleme – die Oberlafette erforderte vor der Montage ins Fahrzeug viele Anpassungsarbeiten.
Deshalb begann das Konstruktionsbüro des USTM schon im Januar 1943 die Vorarbeiten für eine stark modifizierte Variante des SU-122. Im Unterschied zu der Serienversion, die praktisch lediglich mit einem adaptierten Feldgeschütz ausgestattet wurde, sollte die neue Ausführung ein spezialisiertes Artillerie-System erhalten. Der führende Konstrukteur N. W. Kurin entschied sich hierzu für die Verwendung der 122-mm-„Kampfwagensturmhaubitze“ vom Typ U-11 (russisch танковая штурмовая гаубица У-11). Ihre außenballistischen Eigenschaften und die Munition waren identisch mit denen der M-30. Ursprünglich wurde sie als Hauptwaffe des schweren Versuchspanzers KW-9 entwickelt. Der Rohrrücklauf der U-11 betrug nur 600 mm gegenüber den 1100 mm bei der M-30, gleichzeitig waren beide Richtwerke links vom Rohr angebracht. Bei der Feldhaubitze M-30 und deren Modifikation M-30S für Selbstfahrlafetten waren die Richtwerke auf beide Seiten verteilt und forderten zwei Richtschützen für die Bedienung. So wurde die Mannschaft des Fahrzeuges bei einem Übergang zur U-11 ohne Nachteil um einen Mann verringert. Auch waren die Rohrrücklaufmechanismen der U-11 sehr kompakt im Vergleich mit denen der M-30. Statt des Schraubenverschlusses der M-30S wurde die neue Hauptwaffe für eine höhere Kadenz mit einem Keilverschluss ausgestattet. Zu guter Letzt war eine weitere Verbesserung im Zusammenhang mit der Bewaffnung des SU-122 die kardanische Aufhängung der Haubitze in einer Rahmenanlage, die den Freiraum im Aufbau noch vergrößerte.
Im Ergebnis aller Arbeiten baute das USTM im April 1943 das Versuchsfahrzeug SU-122M. Es wurde am 16. und 17. Mai 1943 mit einem Marsch von 100 Kilometern und 50 Schüssen der Hauptwaffe geprüft. Die Schlussfolgerungen der Fabriktests waren recht befriedigend: Die modernisierte Variante besaß einen größeren Freiraum im Aufbau und eine bessere Ergonomie für die Mannschaft gegenüber den in Serie gefertigten SU-122. Ursache war nicht nur die kompaktere Bewaffnung, sondern auch die etwas modifizierte Form des Aufbaus. Die Decke wurde um 50 mm erhöht und die Basis des im Querschnitt trapezförmigen Aufbaus wurde unter Verzicht auf Kettenabdeckungen bis an die Außenseiten der Ketten verbreitert. Die neue Montierung der Haubitze erlaubte die Verwendung einer kugelförmigen Panzerblende, die benötigte Zeit für die Installation aller Waffenanlagen im Aufbau sank von 17 bis 18 auf 1,5 bis 2 Stunden. Die Verringerung von Abmessungen und Gewicht dieser Blende bot wichtige Vorteile: Die Frontluke wurde mit der des T-34 vereinheitlicht, so konnte der Fahrer durch sie ein- und aussteigen, des Weiteren ging die Belastung auf die vorderen Laufrollen auf Normalwerte zurück. Für Direktfeuer wurde das U-11-Geschütz mit einem Zielfernrohr ausgestattet, das Rundblickfernrohr der M-30-Haubitze blieb für das Indirektfeuer installiert. Die staatlichen Tests des SU-122M fanden vom 18. Juni bis zum 4. Juli 1943 auf dem Weg Swerdlowsk – Nischni Tagil – Tscheljabinsk statt. Das Fahrzeug legte einen Marsch von 858 Kilometern auf der Straße und von 50 Kilometern im Gelände zurück. Auf dem Nischni Tagiler Artillerieschießplatz wurden im Rahmen vollwertiger Feuererprobungen 329 Schuss abgegeben. Insgesamt hatte der Prototyp alle Prüfungen bestanden, aber die staatliche Kommission bemängelte das zu hohe Gewicht und den Preis des U-11-Geschützes. Deshalb wurde die SU-122M zur weiteren Überarbeitung abgewiesen.

### Finalstufen

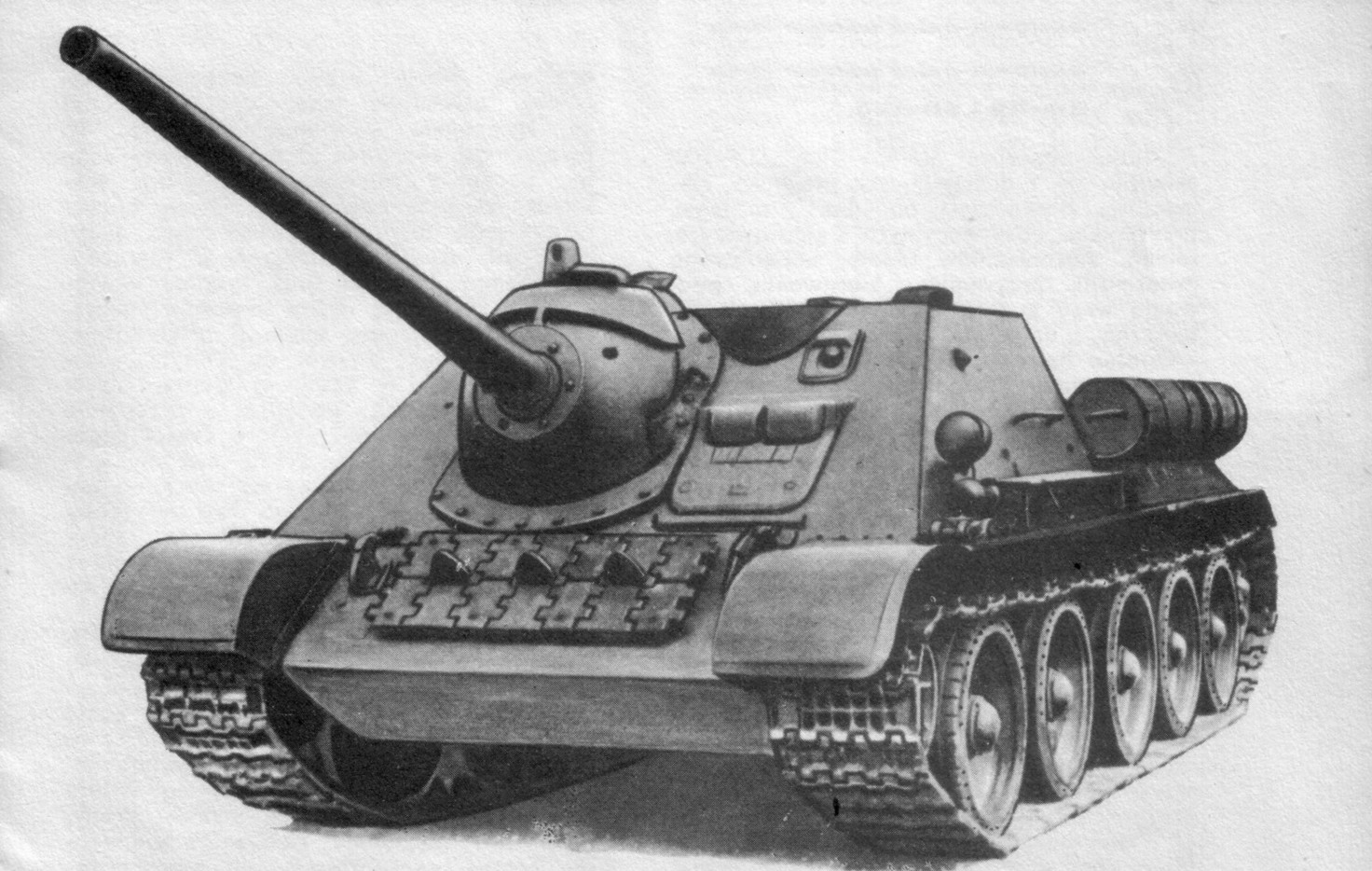
Jagdpanzer vom Typ SU-85, ein Nachfolger der SU-122 in der Serienproduktion

Anfang April 1943 wurden Beschusstests mit dem in vorangehenden Gefechten erbeuteten neuen deutschen schweren Panzerkampfwagen VI Tiger durchgeführt. Die Ergebnisse dieser Erprobungen ergaben ein trostloses Bild für die sowjetischen Kampfwagen- und Panzerabwehrkanonen: Bei Entfernungen über 500 Meter war die Panzerung des „Tigers“ für 45- oder 76,2-mm-Munition, einschließlich Hohlladungs- und Unterkalibergranaten, fast undurchdringlich. Man hatte damit gerechnet, dass die SU-122 eine effektive Waffe gegen den Tiger werden würde, da das 122-mm-Hohlladungsgeschoss vom Typ BP-460A Panzerplatten mit Stärken über 100 mm (laut einigen Quellen bis 140 mm) sicher durchschlug. Die Praxis brachte aber andere Probleme zutage. Das Prüfungsschießen mit der M-30-Feldhaubitze auf den unbeweglichen Beutepanzer auf 500 bis 600 Meter Entfernung endete mit einer vollen Enttäuschung: Keine der 15 verschossenen Granaten traf ins Ziel. Das durchkreuzte faktisch die geplante Weiterentwicklung von Geschützen mit großem Kaliber und niedriger Mündungsgeschwindigkeit für Kampffahrzeuge, wenn auch nicht sofort.
Zur Lösung des sehr ernsten Problems erließ das GKO am 15. April 1943 die Resolution Nr. 3187. Insbesondere verfügte dieses Dokument die Entwicklung eines spezialisierten, vollgepanzerten Jagdpanzers, der Panzerplatten mit einer Dicke von 90–120 mm im rechten Winkel auf eine Distanz von 500–1000 Metern durchschlagen können sollte. Die nachfolgende Resolution des GKO Nr. 3289ss vom 5. Mai 1943 konkretisierte diese Anforderungen weiter: Man erwartete ein Selbstfahrartillerie-Fahrzeug mit einem 85-mm-Geschütz, das hinsichtlich Außenballistik und Munition mit der Flugabwehrkanone M1939 (52-K) desselben Kalibers identisch sein sollte; als Fahrgestell war der mittlere Panzer T-34 vorgesehen. Das USTM wurde mit dieser Aufgabe beauftragt und in kurzer Zeit baute der Betrieb einige Prototypen von Jagdpanzern mit verschiedenen 85-mm-Kanonen auf Basis des wieder modifizierten SU-122M. Einer erhielt statt einer 85-mm-Kanone die 122-mm-Versuchshaubitze D-6. Ebenfalls vom Artillerie-Werk Nr. 9 entwickelt, besaß das Waffensystem einen Keilverschluss. Dieses Fahrzeug wurde als SU-122-III bezeichnet, die Werkstests mit anderen Prototypen fanden am 20. bis 25. Juni 1943 statt. Die D-6 erwies sich als unzuverlässig und nach einigen mechanischen Störungen wurde die SU-122-III aus dem Testprogramm ausgeschlossen. Diese Situation wiederholte sich bei den staatlichen Prüfungen auf dem Gorochowezker Artillerieschießplatz am 25. Juli 1943. Die Schlussfolgerung der staatlichen Kommission war ultimativ: Alle Arbeiten am D-6-Geschütz sollten unverzüglich gestoppt werden, was bald durch den Befehl des NKTP über den Abbruch aller Entwicklungen an 122-mm- und 152-mm-Kampfwagenhaubitzen bestätigt wurde. Das freigewordene Personal diente der dringenden Konstruktionsverfeinerung der 85-mm-Kanone.
Im Juli 1943 war die 85-mm-Kanone vom Typ D-5 bereit zum Einbau in einem Selbstfahrartillerie-Fahrzeug und das GKO erließ den Befehl über die Einstellung der Fabrikation des SU-122. Stattdessen sollte das USTM den neuen, mit der D-5 bewaffneten Jagdpanzer mit der Armeebezeichnung SU-85 fertigen. Noch vor Monatsende war die Umstellung des Betriebsablaufs abgeschlossen. Mit diesem Zeitpunkt endete die Geschichte der Entwicklung und Serienproduktion des SU-122. Insgesamt baute das USTM von Januar bis einschließlich Juli 1943 638 Fahrzeuge dieses Typs.

### Unterstellung
Auf Grund der Tatsache, dass die selbstfahrende Artillerie eine neue Truppengattung in der Roten Armee war, stellte sich die Frage nach der Organisationsform und den Befehlsverhältnissen für die neu aufgestellten Einheiten. Im November 1942 beschloss man, dass alle Aufgaben hinsichtlich Aufstellung und des Einsatzes dieser Waffenart sowie der Ausbildung des Personals in der Kompetenz des Befehlshabers der Artillerie der Roten Armee liegen sollte. In der damaligen sowjetischen gezogenen Artillerie fand die Regimentsstruktur breite Verwendung und galt als gut hinsichtlich taktischer und organisatorischer Aspekte. Daher wurden diese positiven Erfahrungen auf die selbstfahrende Artillerie ausgeweitet. Vom Standpunkt der Unterstellungshierarchie aller Einheiten der neuen Waffengattung war eine Zuordnung zur Reserve des Oberkommandos (russisch Резерв Верховного Главнокомандования) vorgesehen.
Anfang Dezember 1942 wurde die Gliederungsstruktur Nr. 08/158 für das Selbstfahrartillerie-Regiment (russisch самоходно-артиллерийский полк, abgekürzt САП – SAP) eingeführt. Vier der Batterien wurden mit je vier leichten Fahrzeugen vom Typ SU-76 (Unterart SU-12) bewaffnet; zwei andere Batterien verfügten über je vier mittlere SU-122. Eine voll ausgerüstete Einheit zählte insgesamt 307 Offiziere, Sergeanten und gemeine Soldaten. Die 1433. und 1434. SAP, die als erste Selbstfahrartillerie-Regimente in die Schlacht an der Wolchow-Front eingriffen, wurden gemäß dieser Gliederungsstruktur neu aufgestellt.
Die im Gefechtseinsatz dieser Regimenter gesammelten Erfahrungen wurden sorgfältig analysiert, denn die Praxis zeigte eine Reihe von Nachteilen des Materials. Die Vielzahl mechanischer Defekte der SU-76 infolge eines Konstruktionsfehlers des Antriebs führte zur Unterbrechung der Serienproduktion dieses Typs und zum Mangel an Fahrzeugen in den Selbstfahrartillerie-Einheiten in Erwartung des Sommerfeldzuges 1943. So folgte eine erste Korrektur der Unterstellungspläne mit der Reduzierung der Gesamtzahl der Selbstfahrgeschütze auf 20 je Regiment, wobei aber der Anteil des SU-122 wesentlich vergrößert wurde. Gemäß der Anfang 1943 angenommenen Gliederungsstruktur Nr. 08/191 bestand ein SAP aus fünf Batterien mit je vier Fahrzeugen. Drei von ihnen wurden mit SU-122 ausgestattet, die zwei restlichen Batterien besaßen wie bisher SU-76 als Hauptbewaffnung. Des Weiteren wurde das Personal auf 289 Mann verringert.
Auch offenbarte die Praxis die Tatsache, dass „echte“ Panzersoldaten oder „echte“ Artilleristen über keine Fertigkeiten und keine taktischen Kenntnisse für den richtigen Einsatz der Selbstfahrartillerie verfügten. Deshalb wurde im Februar 1943 das erste Lehrzentrum für die selbstfahrende Artillerie eröffnet und weitere solche Anstalten folgten, um den zunehmenden Bedarf der Roten Armee an ausgebildetem Personal zu decken. Die letzte Änderung der Organisation war der Wechsel in der Unterstellung, der Kommandeur der Panzer- und mechanisierten Truppen der Roten Armee wurde Befehlshaber der selbstfahrenden Artillerie. Hauptgrund für diesen Schritt war das Fehlen von Bergefahrzeugen, Ersatzteilen, Möglichkeiten für die Instandsetzung der beschädigten Technik sowie Dieselkraftstoff in Verfügung der klassischen Artillerie.
Der erste Masseneinsatz der SAP, die nach den Gliederungsstrukturen Nr. 08/158 und 08/191 neu aufgestellt wurden, zeigte noch andere Mängel: die verschiedenen eingesetzten Fahrzeugtypen (SU-122 und SU-76). Sie benötigten verschiedene Kraftstoffe, Schmiermittel, Ersatzteile und Munition. All dies erschwerte die Arbeit der Instandsetzungs- und Versorgungsdienste. Deshalb wurde im April 1943 die neue Gliederungsstruktur Nr. 010/453 angenommen. Jedes SAP mit dieser Unterstellung führte dann vier Batterien mit je vier SU-122, insgesamt somit 16 Sturmgeschütze sowie einen Panzerspähwagen vom Typ BA-64 für die Aufklärung und einen weiteren mittleren Panzer vom Typ T-34 für den Regimentskommandeur. Letzterer war gewöhnlich Oberst oder Oberstleutnant, die Batteriekommandeure waren Hauptleute oder Oberleutnante. Kommandanten der Linienfahrzeuge waren im Regelfall Leutnant oder Unterleutnant, die anderen Besatzungsmitglieder waren Sergeanten (gewöhnlich Richtschütze und Fahrer) oder gemeine Soldaten. Neben den vier Batterien hatte der Regimentskommandeur mehrere andere Untereinheiten zur Verfügung:
- Regimentsstab mit Führungszug (der T-34 des Regimentskommandeurs und der BA-64 gehörten zu letzterem, dieser Zug konnte über einen Geländewagen oder ein Kraftrad für die Nachrichtenverbindung verfügen);
- rückwärtige Dienste:
  - Regiments-Krankenstube
  - Versorgungseinheit
  - Instandsetzungszug
  - Transportzug mit einigen LKW für die Versorgung
  - Munitionszug.

Die Gliederungsstruktur Nr. 010/453 wurde bis zum vollständigen Ersatz der SU-122 in den Selbstfahrartillerie-Einheiten durch den neuen SU-85 verwendet. Dieser Prozess begann im September 1943 und dauerte bis Anfang 1944, dabei hatten die ersten neu aufgestellten und ausschließlich mit SU-85 statt SU-122 bewaffneten SAP dieselbe Unterstellung, nur die Bezeichnung der Struktur war dann 010/483.

### Einsatz
Im Dezember 1942 wurden die ersten zwei Selbstfahrartillerie-Regimenter (1433. und 1434. SAP) aufgestellt, sie erhielten ab 1. Januar 1943 die ersten SU-122 der Serienproduktion. Laut Befehl des Volkskommissars für Verteidigung vom 10. Januar sollten diese Einheiten den Panzer- und mechanisierten Korps untergeordnet werden, aber mit dem Beginn der Operation „Iskra“ verlegten die 1433. und 1434. SAP auf Anordnung des Hauptquartiers des Kommandos des Obersten Befehlshabers an die Wolchow-Front. Die oberste Armeeführung plante ihren Einsatz zur Feuerunterstützung der dortigen Schützen- und Panzereinheiten der Roten Armee. Den Soldaten dieser Regimenter folgten eine Kommission des NKTP unter S. A. Ginsburgs Leitung sowie Spezialisten des Herstellers. Die erste Gefechtserprobung fand vom 3. bis zum 12. Februar statt, Hauptzweck war die Ausarbeitung und Verbesserung der Taktik für den richtigen Einsatz der Sturmgeschütze. Die erfolgversprechendste Variante war das Nachfolgen in der zweiten Linie der Gefechtsordnung eines Panzer- oder Infanterieangriffs, 300 bis 600 Meter hinter der ersten Linie. In den Durchbruchoperationen konnten sie bei kurzen Stopps feuern und feindliche Stellungen niederhalten oder zerstören. Wenn der Gegner einen Gegenstoß versuchte, sicherten die Selbstfahrartillerie-Fahrzeuge die Panzerabwehr. Während der Gefechtserprobungen kamen die SU-122 auch für Indirektfeuer zum Einsatz, aber ihre Verwendung als Panzerhaubitzen war selten, da die Kampfhandlungen zum Stellungskrieg tendierten und dann die Schussweite der sowjetischen gezogenen Divisionsartillerie für die weite Feuerunterstützung ausreichte.
Nach den ersten zehn Kampftagen wurden die ursprünglich aus Spezialisten des Herstellers aufgestellten Mannschaften durch reguläre Frontsoldaten ersetzt. Alle Angestellten des USTM und der Betrieb selbst erhielten eine förmliche Anerkennung durch die Führung der Front, der direkt an den Gefechten teilnehmende Testfahrer des USTM Boldyrew wurde mit der Medaille „Für Verdienste im Kampf“ ausgezeichnet. Vom 13. Februar an griffen die 1433. und 1434. SAP die deutschen Positionen beim Ort Smerdyn im Rahmen der Vorbereitungen des Entsatzes Leningrads an. Nach sechs Kampftagen mit den Frontmannschaften meldeten die beiden Regimenter folgende Anzahl feindlicher Verluste: 47 zerstörte Feldbunker, 5 unterdrückte Granatwerferbatterien, 14 vernichtete Geschütze und 19 bis 29 Fahrzeuge, sowie vier abgebrannte Feldmunitionsdepots. Diese Erfolge führten zu vielen positiven Gutachten, gleichzeitig aber kamen viele Wünsche hinsichtlich Verbesserungen der Konstruktion des SU-122 auf. Die Hauptbeschwerden betrafen das sehr begrenzte Blickfeld aus dem Inneren des Fahrzeuges und die schlechte Bordsprechanlage. Abgesehen von den für diese Zeit kennzeichnenden Problemen mit der Unzuverlässigkeit des Fahrgestells des T-34 zeigten sich ebenfalls Defekte der Haubitze und deren Richtwerke.
Im März 1943 wurden zwei weitere SAP (1434. und 1437.) mit der Gliederungsstruktur Nr. 08/191 neu aufgestellt und an die Westfront versetzt. Das etwas später neu aufgestellte 1439. SAP kam zur Leningrader Front. Die Kampfbereitschaft und das Ausbildungsniveau dieser Einheiten waren zunächst schlecht. So sprach der Stellvertreter des Regimentskommandeurs des 1434. SAP bei einer Offiziersberatung am 18. Mai 1943 über seine Batterie-Kommandeure, dass sie mit dem Material umgingen, als hätten sie von Pferden gezogene Geschütze und nicht Kettenfahrzeuge im Einsatz. Diese Schwierigkeiten waren Teil der Gründe für die Abgabe der Selbstfahrartillerie-Regimenter an die Panzertruppen. Diese setzten die Aufstellung der neuen SAP fort, aber dort wurde die geprüfte und wirksame Taktik ins Gegenteil verkehrt. Jetzt gingen die SU-122 sowie die SU-76 in erster Linie ins Gefecht, als Deckung für die Panzer dahinter. Sehr häufig wurden sie nach dem Verlust der „gewöhnlichen“ Kampffahrzeuge als turmlose Panzer verwendet. Deshalb waren die Verluste der für den Kampf in erster Linie ungeeigneten Fahrzeuge mit ungenügender Panzerung, zu kleinem Feuersektor und Blickfeld sowie ohne Maschinengewehre sehr hoch.
Vor dem Beginn der Schlacht im Kursker Bogen waren die SU-122 in SAP gegliedert, die nach der Gliederungsstruktur Nr. 08/191 aufgestellt worden waren. Die dortigen sowjetischen Streitkräfte verfügten über eine relativ niedrige Zahl von Selbstfahrartillerie-Fahrzeugen aller Typen. So besaß die Woronesch-Front nur fünf Regimenter, drei von ihnen (zwei mit SU-122/SU-76 und eines mit SU-152) wurden der 6. und 7. Armee untergeordnet, zwei andere (eines mit SU-122/SU-76, ein weiteres mit erbeuteten Marder III) waren in der Panzerabwehrreserve der Front. Die 1. Panzerarmee besaß keine Selbstfahrartillerie – trotz ihres offiziellen Vorhandenseins in den Gliederungsplänen. Die SAP mit SU-122 nahmen vom ersten Tag des Unternehmens „Zitadelle“ an den Kämpfen teil – schon am 5. Juli kam es in der Umgebung des Dorfs Tscherkasskoje zu einem Gefecht der Batterien des 1440. SAP gegen die Panzergrenadier-Division „Großdeutschland“ mit einem unterstellten Regiment der neuen Panzerkampfwagen V Panther. Während der Schlacht erhielt die Woronescher Front ständig Verstärkung, darunter drei SAP mit SU-122, eines aus dem 10. Panzerkorps und zwei aus der 5. Gardepanzerarmee. Eines von letzteren – das 1446. SAP – nahm am missglückten Gegenangriff bei Prochorowka am 12. Juli 1943 teil. Deren SU-122 bewegten sich in der ersten Kampflinie, 11 von 20 Fahrzeugen gingen in Flammen auf und 6 weitere wurden beschädigt.
Die Panzerabwehraktionen der SU-122 führten zu wenigen Erfolgen bei gleichzeitig schweren Verlusten. Manchmal waren sie en masse in der Lage, Tigern selbst ohne Hohlladungsgranaten Schäden zuzufügen. Der Historiker Thomas L. Jentz erwähnt einen Fall während der Schlacht am Kursker Bogen, bei dem ein Tiger im konzentrierten Feuer einiger SU-122 durch Sprenggranatentreffer außer Gefecht gesetzt werden konnte. Weitere taktische Einsatzmöglichkeit der SU-122 war die sogenannte „Gegenvorbereitung“ – Indirektfeuer auf feindliche Truppenkonzentrationen aus von der Frontlinie auf vier bis zwölf Kilometer entfernten Stellungen. Mit dem Übergang der sowjetischen Kräfte zur Offensive in der letzten Phase dieser Schlacht wurde die Hauptkampfaufgabe der SU-122 die Feuerunterstützung. Im Regelfall wurden die SU-122 als klassische Sturmgeschütze für Direktfeuer benutzt, ihre Verwendung als Panzerhaubitzen war selten. Teilweise kehrte man zur ursprünglich angeratenen Taktik der Verfügung in der zweiten Linie der Gefechtsaufstellung zurück. Die SU-122 bekämpften zumeist Stellungen von Maschinengewehren oder Panzerabwehrkanonen, zerstörten Feldbefestigungen und wurden nur im Notfall zur Panzerabwehr herangezogen.
Die Rote Armee verwendete die SU-122 aktiv im zweiten Halbjahr 1943. In den letzten Monaten dieses Jahres und Anfang 1944 konnten Sturmgeschütze dieses Typs in den Kalinin- und Weißrussland-Fronten angetroffen werden, in der Ukraine waren sie zu dieser Zeit bereits verschwunden. Eben dann begannen die mittleren SAP massenhaft auf den SU-85 umzurüsten, die übriggebliebenen oder instandgesetzten SU-122 wurden an andere Panzereinheiten abgegeben. Dort kämpften sie bis zu ihrer Vernichtung im Gefecht oder der Abschreibung infolge des Verschleißes des Fahrgestells. Zum Beispiel besaß das 7. selbstständige schwere Gardepanzerregiment am 24. Januar 1944 gemeinsam mit den vorgeschriebenen KW-85 zwei SU-122, eines ging vier Tage später im Kampf verloren. Im April 1944 wurden die SU-122 zu einem seltenen Typ im sowjetischen Panzerfuhrpark, nur einzelne Exemplare überdauerten bis zum Kriegsende. Dennoch nahmen sie an der Schlacht um Berlin teil. Am 15. April 1945 verfügte die 4. Gardepanzerarmee über zwei SU-122; das 7. mechanisierte Gardekorps setzte fünf solche Fahrzeuge ein, zwei von ihnen wurden von deutschen Panzerfaustsoldaten während der Schlacht um Bautzen zerstört.
Einzelne von der Wehrmacht und Waffen-SS erbeutete SU-122 wurden unter der Bezeichnung StuG SU-122(r) auf deutscher Seite eingesetzt. Um zu verhindern, dass die nun auf deutscher Seite eingesetzten SU-122 von eigenen bzw. verbündeten Truppen angegriffen wurden, erfolgte eine Kennzeichnung mit übergroßen Balkenkreuzen an beiden Seiten.
Es gibt wenige Informationen über den Dienst der übriggebliebenen SU-122 in der Sowjetarmee in der Nachkriegszeit. Sie wurden als Kampffahrzeuge sehr bald ausgemustert, aber einige von ihnen könnten wie auch viele obsolete SU-85-Jagdpanzer mit demselben Fahrgestell zu Bergepanzern umgebaut worden sein, anstatt verschrottet zu werden.

## Technische Beschreibung
Die SU-122 glichen im Aufbau den anderen sowjetischen Selbstfahrartilleriefahrzeugen ihrer Zeit (ausgenommen die leichten SU-76). Die vollständig gepanzerte Panzerwanne und der Aufbau gliedern sich in zwei Hauptteile: Die Mannschaft, das Geschütz und die Munition sowie ein Teil der Kraftstofftanks befanden sich im vorderen Teil, dem Fahrer- und Kampfraum. Dieselmotor, Kühler, weitere Kraftstofftanks und die Kraftübertragung waren im Heckraum installiert.

### Panzerwanne und Aufbau

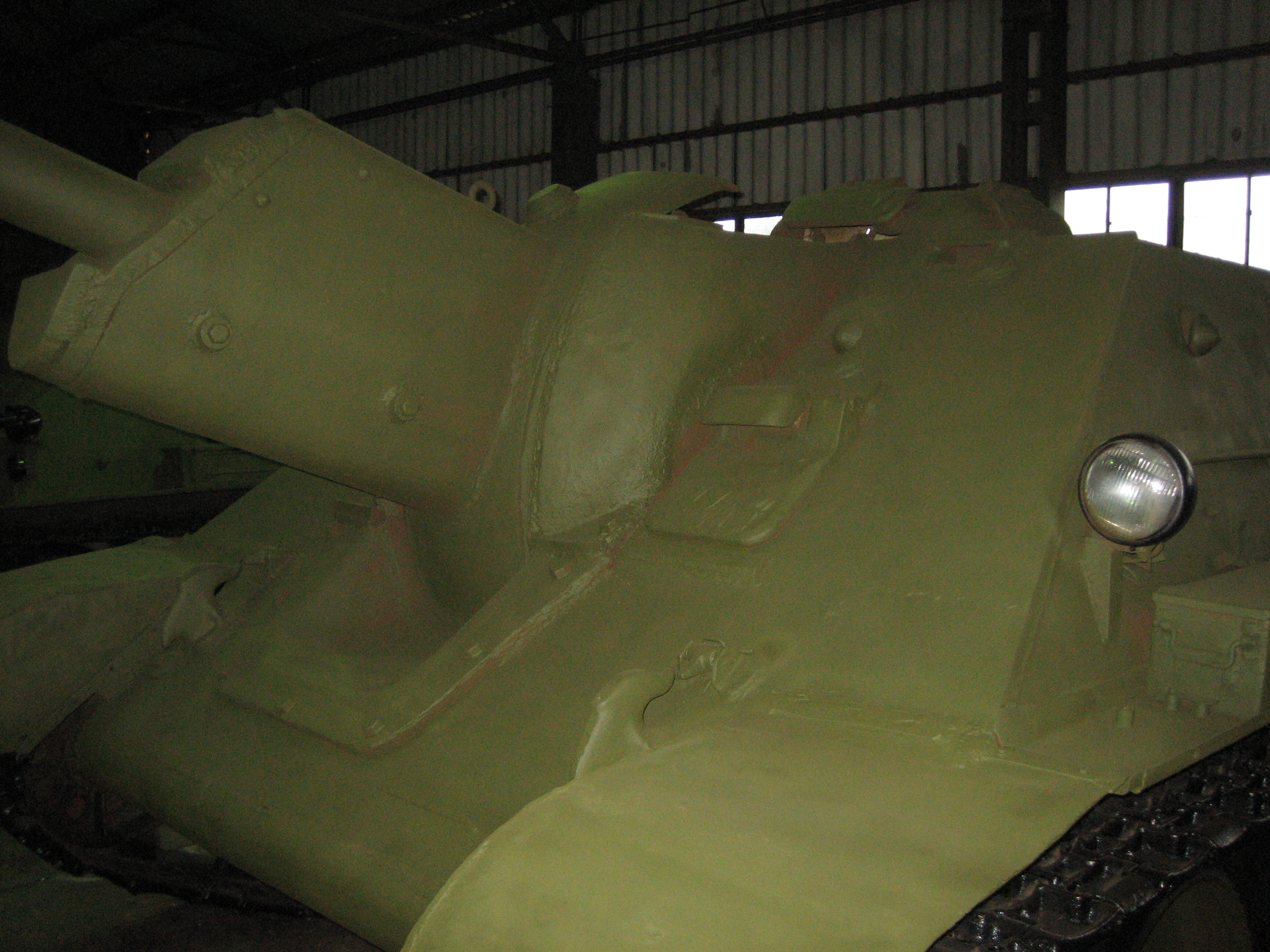
Der Aufbau des SU-122 mit Fahrerluke, Panzerblende des Geschützes und Kuppel für das Rundblickfernrohr

Die Panzerwanne und der Aufbau des Sturmgeschützes wurden aus verschiedenen gewalzten Panzerplatten mit Stärken von 15, 20, 40 und 45 mm zusammengeschweißt, der Panzerschutz variierte je nach Fahrzeugseite leicht. Fast alle Platten des Aufbaus und der Panzerwanne waren für den besseren Schutz gegen Treffer deutlich geneigt, nur die untere Seitenpanzerung stand senkrecht. Ein Teil war abnehmbar (z. B. über dem Motor) oder abklappbar (z. B. die obere Heckplatte an Scharnieren), um so den Zugang für Wartungszwecke zu ermöglichen. Die Hauptbewaffnung, die 121,92-mm-Haubitze M-30S, war nach rechts versetzt in der Frontpanzerplatte installiert. Ihre Rohrbremse und Rückholeinrichtung wurden durch eine Panzerblende mit einer komplexen Form aus kantigen und gewölbten Komponenten geschützt.
Die Plätze von Fahrer, erstem Richtschützen und des Ladeschützen (von vorn gezählt) lagen links vom Geschütz in der Panzerwanne und Aufbau. Der Kommandant, der gleichzeitig die Arbeit des zweiten Richtschützen übernahm, saß rechts vom Geschütz, hinter ihm der Verschlusskanonier. Die SU-122 besaß zum „normalen“ Ein- und Ausstieg der Mannschaft nur eine rechteckige einflügelige Luke am Dach des Aufbaus, die mit Stabfedermechanismen ausgestattet war, um das Öffnen zu erleichtern. Des Weiteren war eine Notausstiegsluke hinter dem Fahrerplatz in den Wannenboden eingelassen. Da die Luke des Fahrers in der Frontplatte des Aufbaus wegen der sperrigen Blende nur teilweise geöffnet werden konnte, war sie nur für die direkte Beobachtung in ruhigen Situationen bestimmt. Das alles erschwerte den schnellen Notausstieg der Besatzung aus einem beschädigten oder brennenden Fahrzeug sehr stark. Über die Panzerwanne waren verschiedene Luken, Lüfter-, Schieß- und Wartungsöffnungen verteilt (Tank- oder Ablassöffnungen für Kraftstoff, Wasser, Öl sowie eine große abklappbare kreisförmige Luke für den Zugang zur Kraftübertragung in der oberen ebenfalls abklappbaren Heckplatte). Sie waren teils mit gepanzerten Abdeckungen und Pfropfen versehen oder verstöpselt. Insbesondere schützte eine spezielle Kuppel am Dach des Aufbaus den Aufsatz des Rundblickfernrohrs.

### Bewaffnung

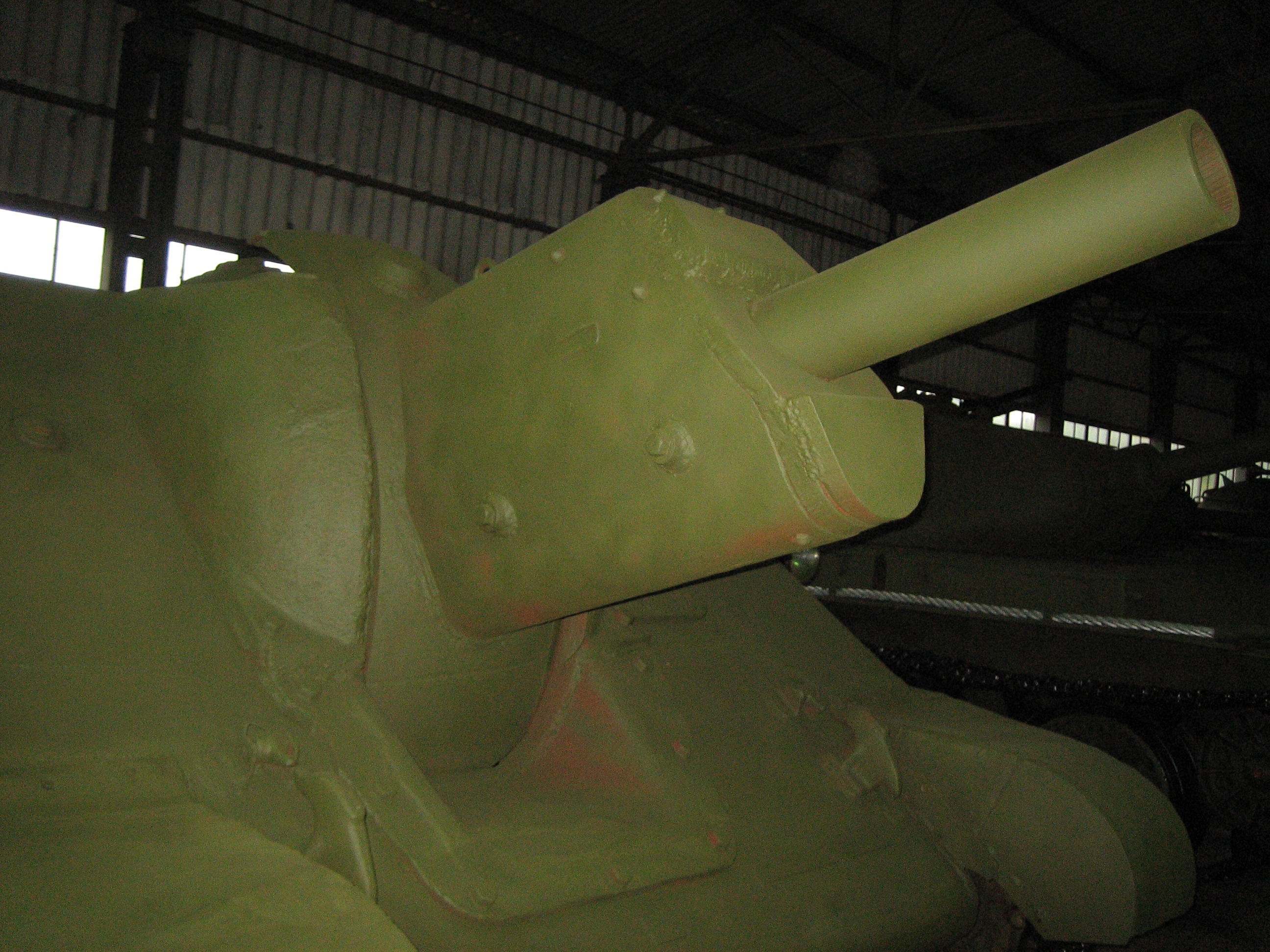
Die Hauptwaffe des SU-122

Die Hauptwaffe des SU-122 war das Geschütz vom Typ M-30S mit einem Kaliber von 121,92 mm (4,8 Zoll) und einer Rohrlänge von 22,7 Kaliberlängen (L/23) mit gezogenem Lauf. Sie war eine Variante der gezogenen 122-mm-Haubitze M1938 (auch M-30), die für den Einsatz in der Selbstfahrlafette leicht adaptiert wurde. Im Index M-30S verweist der Buchstabe M auf den Entwickler und Hersteller dieses Artillerie-Systems, das Motowilichinski sawod No. 172 (Motowilicha-Werk Nr. 172), der Buchstabe S steht für Samochodny (russisch самоходный, deutsch „selbstfahrend“). Die ganze Oberlafette mit drehendem Teil und der Rohrgruppe des Feldgeschützes wurde im Kampfraum auf eine Standsockelanlage mit Verstärkungsbalken installiert.
Die M-30S im SU-122 hatte einen Höhenrichtbereich von −3° bis +25° und der Seitenrichtbereich lag bei 20° (Gesamtbereich nach links und rechts). Die Kernschussweite lag bei 3,6 Kilometern, die maximale Schussweite betrug etwa 8 Kilometer. Die Steuerräder des Schraubengetriebes zur Seitenrichtung und des Zahngetriebes zur Höhenrichtung waren links und rechts vom Rohr angebracht. Der erste Richtschütze bediente das Seitenschwenkwerk, der Kommandant, handelnd als zweiter Richtschütze, arbeitete mit dem Höhenrichtwerk. Das Artillerie-System war mit einem Schraubenverschluss und einem mechanischen Handabzug ausgestattet.
Der Kampfsatz für die Hauptwaffe betrug 40 Stück getrennte Munition (32–35 bei den frühen Varianten). Infolgedessen lag die praktische Feuergeschwindigkeit bei zwei Schuss pro Minute. Die Projektile und die Treibladungen in Hülsen wurden entlang der linken und rechten Seite sowie der Rückseite des Aufbaus gelagert. Im Vergleich mit dem breiten Spektrum von möglichen Projektilen und Treibladungen für das M-30-Feldgeschütz wurde nur ein geringer Teil davon auch mit der M-30S verschossen, obwohl die Munition bei beiden Varianten uneingeschränkt eingesetzt werden konnte. Für die M-30S standen folgende Haupttypen von Granaten zur Verfügung:
| Nomenklatur der Munition                      |                                  |                         |                              |                              |
| Typ                                           | Bezeichnung (Transl. / Russisch) | Gewicht der Granate, kg | Gewicht der Sprengladung, kg | Mündungsgeschwindigkeit, m/s |
| Hohlladungsgranate (englisch HEAT)            | BP-460A / БП-460А                | 13,4                    | k. A.                        | 335                          |
| Stahlsplittersprenggranate (englisch HE-Frag) | OF-462 / ОФ-462                  | 21,76                   | 3,67                         | 515                          |
| 1. 2.                                         |                                  |                         |                              |                              |

Laut sowjetischen Daten perforierte die Hohlladungsgranate vom Typ BP-460A zementierten Panzerstahl bei senkrechtem Auftreffwinkel bis 100–140 mm Dicke auf alle Distanzen. Verschiedenen Quellen geben hierfür ungleiche Werte an, was mit der Verbesserung der Konstruktion dieser Munitionsart während ihrer Produktion ohne Änderung der Bezeichnung erklärt werden kann.
Die Mannschaft war mit zwei PPSch-41-Maschinenpistolen mit 1491 Schuss (21 Trommelmagazine) und 20 F-1-Handgranaten ausgestattet. Manchmal ergänzte eine Signalpistole mit Munition das Inventar.

### Motor

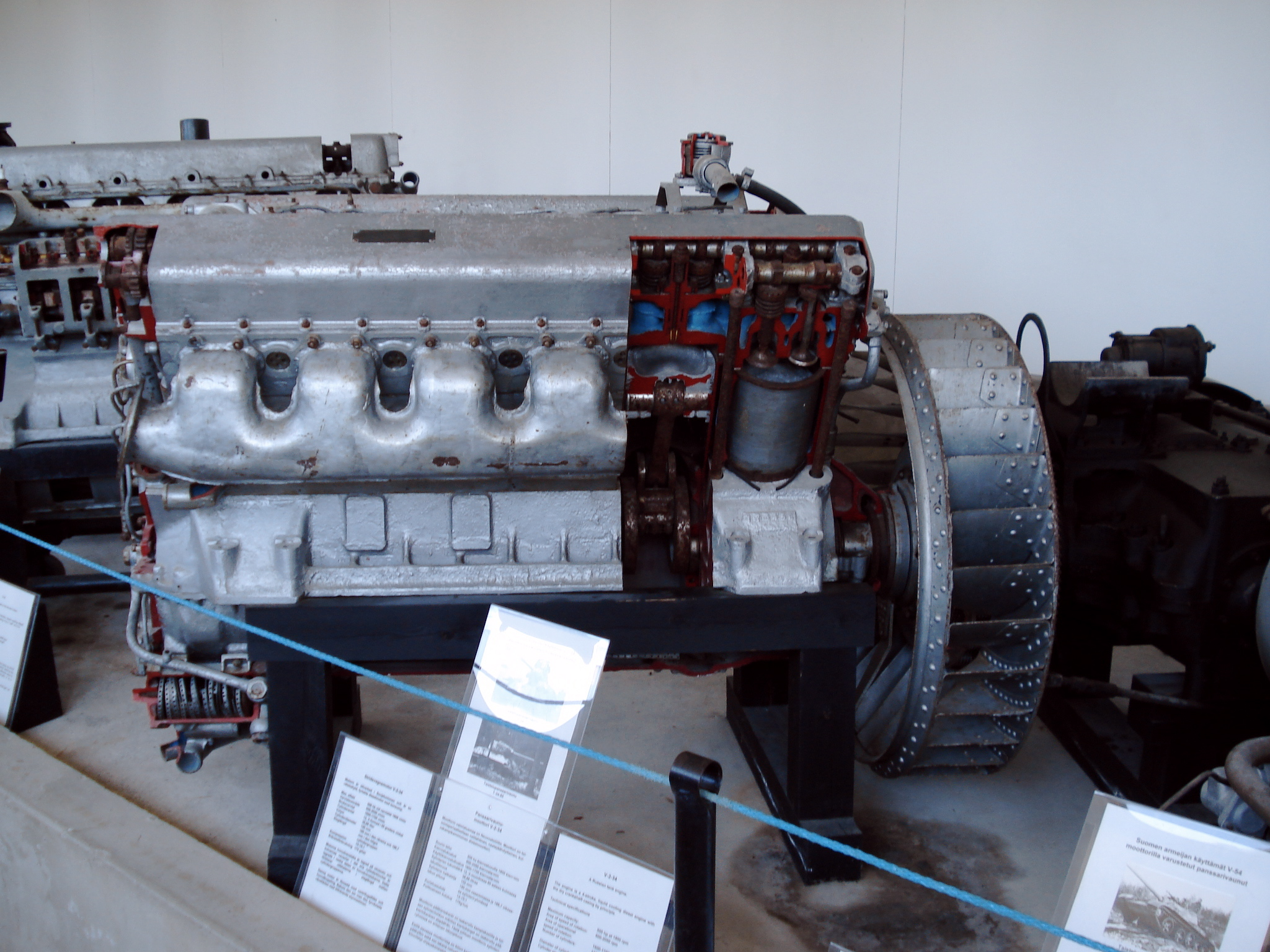
Der Dieselmotor vom Typ W-2-34

Die SU-122 trieb ein wassergekühlter Zwölfzylinder-Viertakt-V-Dieselmotor vom Typ W-2-34 an. Die Spitzenleistung des Triebwerks betrug etwa 367 kW (500 PS) bei 1800 Umdrehungen pro Minute, die Nominalleistung lag bei 331 kW (450 PS) bei 1750 min−1, die Dauerleistung bei 294 kW (400 PS) bei 1700 min−1. Der Motor hatte einen Gabelwinkel von 60°, ein Verdichtungsverhältnis von etwa 14–15:1 und sein Trockengewicht lag bei rund 750 kg. Der Motor wurde durch einen Anlasser mit Druckluft- oder elektrischem Antrieb gestartet. Der Hilfselektromotor vom Typ ST-700 für dieses Gerät leistete 11 kW (15 PS), die Druckluft wurde aus zwei vorher gefüllten Reservoirs eingespeist. Das Kühlsystem mit Ölpumpe besaß zwei Rohrkühlelemente links und rechts vom Motorblock. Der W-2-34 war mit einem Luftfilter vom Typ „Zyklon“ ausgestattet.
Die internen Kraftstofftanks fassten zusammen 500 Liter. Sie lagen zwischen den Gehäusen der Schraubenfedern der Laufrollen sowohl im Motor- als auch in Kampfraum. Letzteres verringerte die Überlebensaussichten der Mannschaft beim Durchdringen der unteren senkrechten Seitenpanzerplatten. In diesem Fall war die Wahrscheinlichkeit der Brandentstehung sehr hoch, wobei der Ausstieg für alle fünf Besatzungsmitglieder durch die einzige Luke im Dach des Aufbaus stark erschwert wurde. Sogar wenn die Panzerung einem Treffer widerstand, konnten im Inneren kleine abgesplitterte Partikel der Platte mit Funken (recht verbreitetes Problem des Panzerstahls für T-34) eine Explosion des Kraftstoffluftgemisches in einem nicht völlig gefüllten Kraftstofftank auslösen. Das bedeutete den sicheren Tod für die Mannschaft – oft detonierte danach die Munition, was in der kompletten Zerstörung des Fahrzeugs resultierte.
Die SU-122 verfügte weiter über vier Zusatztanks mit 360 Litern Gesamtkapazität. Diese hatten keine Verbindung mit der Kraftstoffleitung des Motors und lagen an der Außenseite der Wanne. Der Fahrbereich lag bei 600 Kilometer auf der Straße ohne Zusatztanks. Als Brennstoff wurde Dieselkraftstoff DT oder Gasöl E verwendet.

### Kraftübertragung

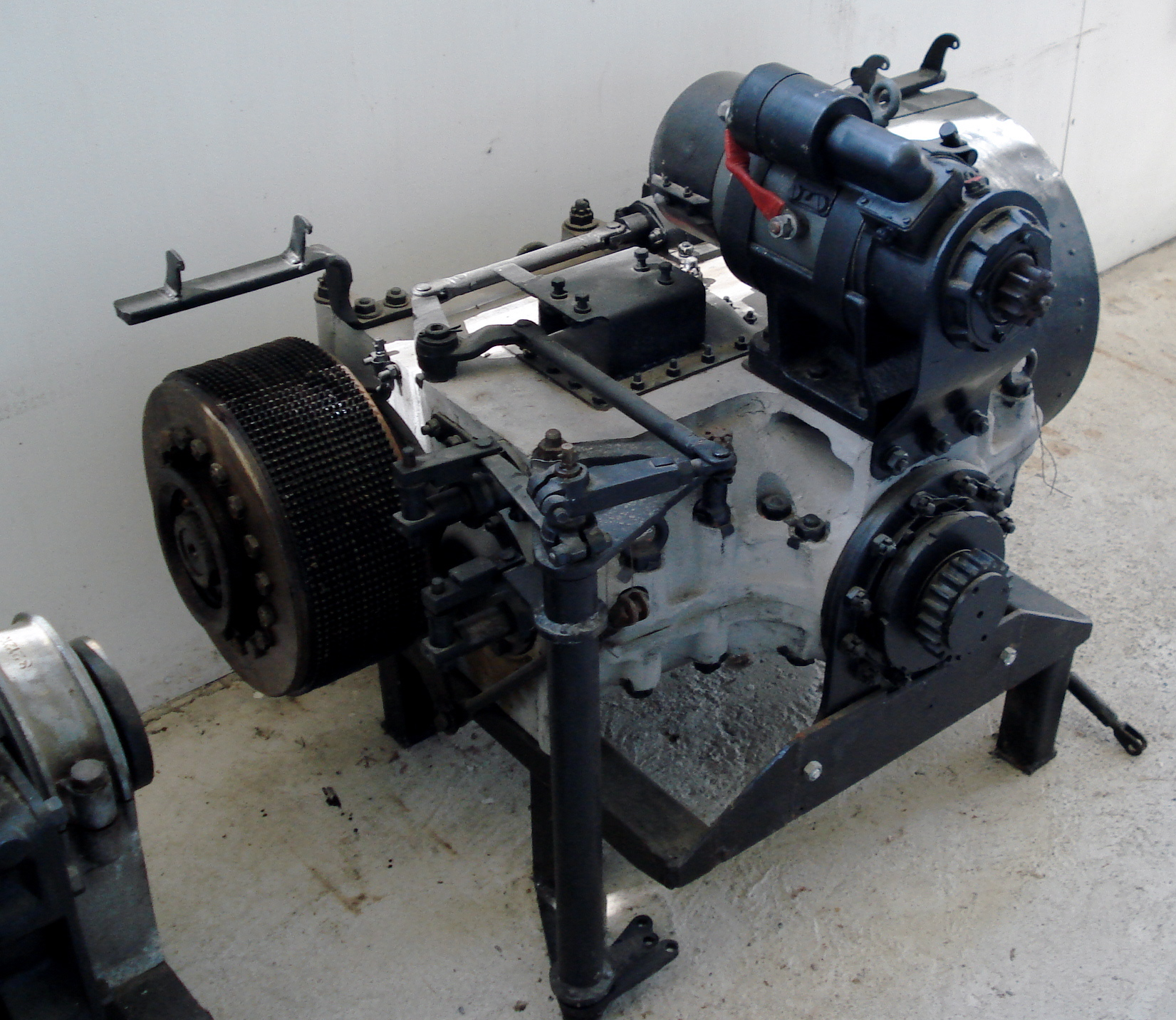
Die Kraftübertragung des T-34, fast identisch mit der der SU-122

Die SU-122 war mit einer vollständig mechanischen Kraftübertragung ausgestattet. Die einzelnen Baugruppen waren:
- die Haupt-Mehrscheiben-Kupplung mit Trockenreibung Stahl auf Stahl;
- das Fünfganggetriebe mit Zahnräder im ständigen Eingriff (fünf Vorwärtsgänge, ein Rückwärtsgang);
- zwei Seiten-Mehrscheiben-Kupplungen mit Trockenreibung Stahl auf Stahl und Stahl-Bremsband mit Belägen aus Ferodo-Verbundwerkstoff (Werkstoff benannt nach dem britischen Hersteller Ferodo);
- zwei einfache Seitenvorgelege;
- zwei mechanische Steuerhebel und Pedale.[T 1]

### Laufwerk

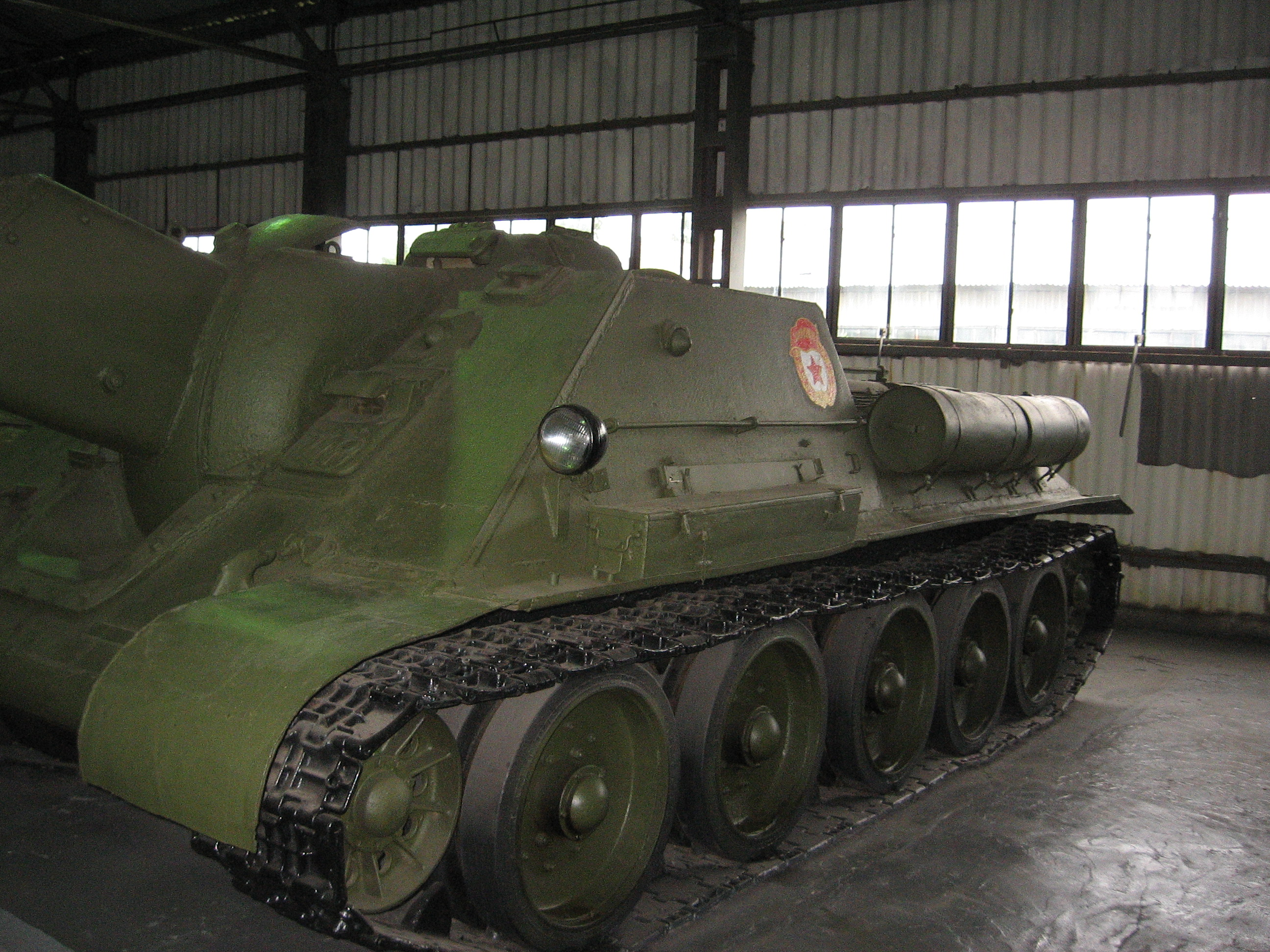
Das Laufwerk des SU-122.

Das Kettenlaufwerk des SU-122 war beinahe identisch mit dem des T-34, wichtigster Unterschied zum Basispanzer waren die beiden verstärkten vorderen Federn je Seite. Das Rollenlaufwerk bestand aus fünf großen Laufrollen mit Gummibandagen, vorn liegendem Führungsrad mit Kettenspannmechanismus und hinten liegendem Treibrad mit Innenzahnantrieb. Die zweiteiligen gestanzten Laufrollen waren einzeln aufgehängt und wurden ohne zusätzliche Stoßdämpfer von senkrecht stehenden Schraubenfedern gefedert (Christie-Laufwerk). Die Gleiskette war eine Scharnierkette und bestand aus 72 kurzen gestanzten Kettengliedern mit einer Zahnreihe und 167 mm Länge und 500 mm Breite. In schweren Geländeverhältnissen konnten für eine bessere Bodenhaftung Greifer verschiedener Bauart auf jedem vierten oder sechsten Kettenglied installiert werden.

### Brandschutzausrüstung
Die SU-122 waren mit einem Kohlenstofftetrachlorid-Feuerlöscher ausgestattet. Die Mannschaften wurden angewiesen, den Brand unter Gasmasken zu löschen, da das Kohlenstofftetrachlorid auf der glühenden Metalloberfläche mit atmosphärischem Sauerstoff zum Lungenkampfstoff Phosgen (Kohlenoxiddichlorid) reagierte. Gefahrlosere Kohlensäure-Feuerlöscher wurden zu dieser Zeit noch nicht im sowjetischen Panzerbau verwendet.

### Elektrische Ausrüstung
Das Bordnetz bestand aus einem Leitungsdraht zu fast allen Verbrauchern, die Panzerwanne als Massepotenzial übernahm die Rückleitung. Nur die Kreise der Notbeleuchtung waren doppeldrähtig.
Die Stromquelle war ein GT-4563A-Generator mit dem Reglerschalter RRA-24F (1 kW Leistung) und vier 6-STE-128-Akkumulatoren in Reihen-Parallelschaltung (2×2) mit einer Gesamtkapazität von insgesamt 256 Amperestunden. Die zwei Arbeitsspannungen lagen bei 12 und 24 Volt. Die Stromabnehmer waren:
- die Außen- und Innenbeleuchtung, das Ausleuchtungsgerät für die Zieleinrichtungen;
- die Hupe;
- die Prüfmessausrüstung: Spannung- und Strommessgerät;
- die Nachrichtenmittel: Funk- und Panzergegensprechanlage;
- die Motorelektrik: SL-700-Starter, Anlassmagnetschalter, u. s. w.[T 1]

### Visiereinrichtungen und Sehgeräte

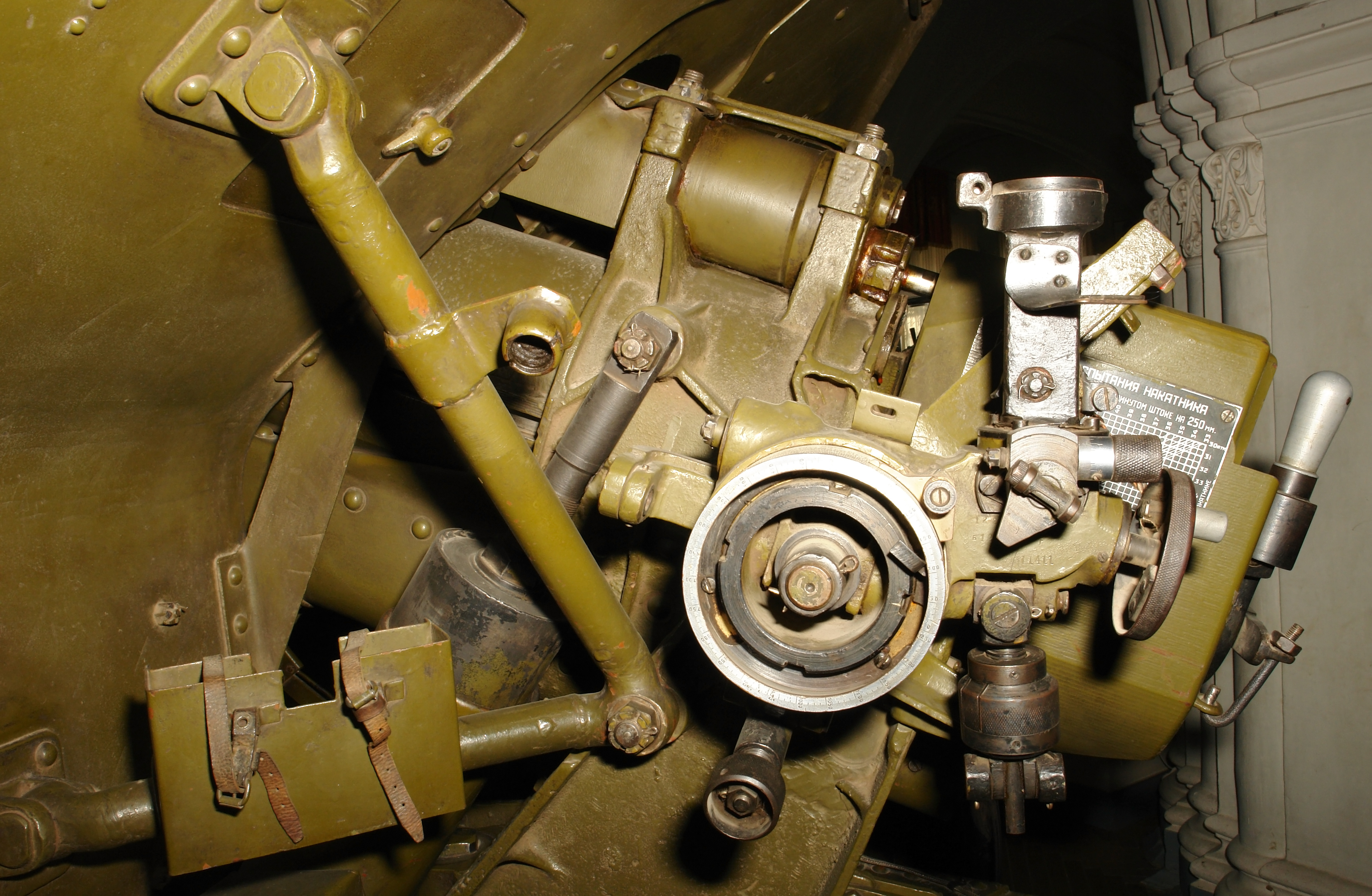
Zieleinrichtung der gezogenen 122-mm-Haubitze M-30 mit mechanischer Entfernungstrommel, ohne optischen Periskopteil. Identische Geräte waren auf der Hauptwaffe des SU-122 installiert.

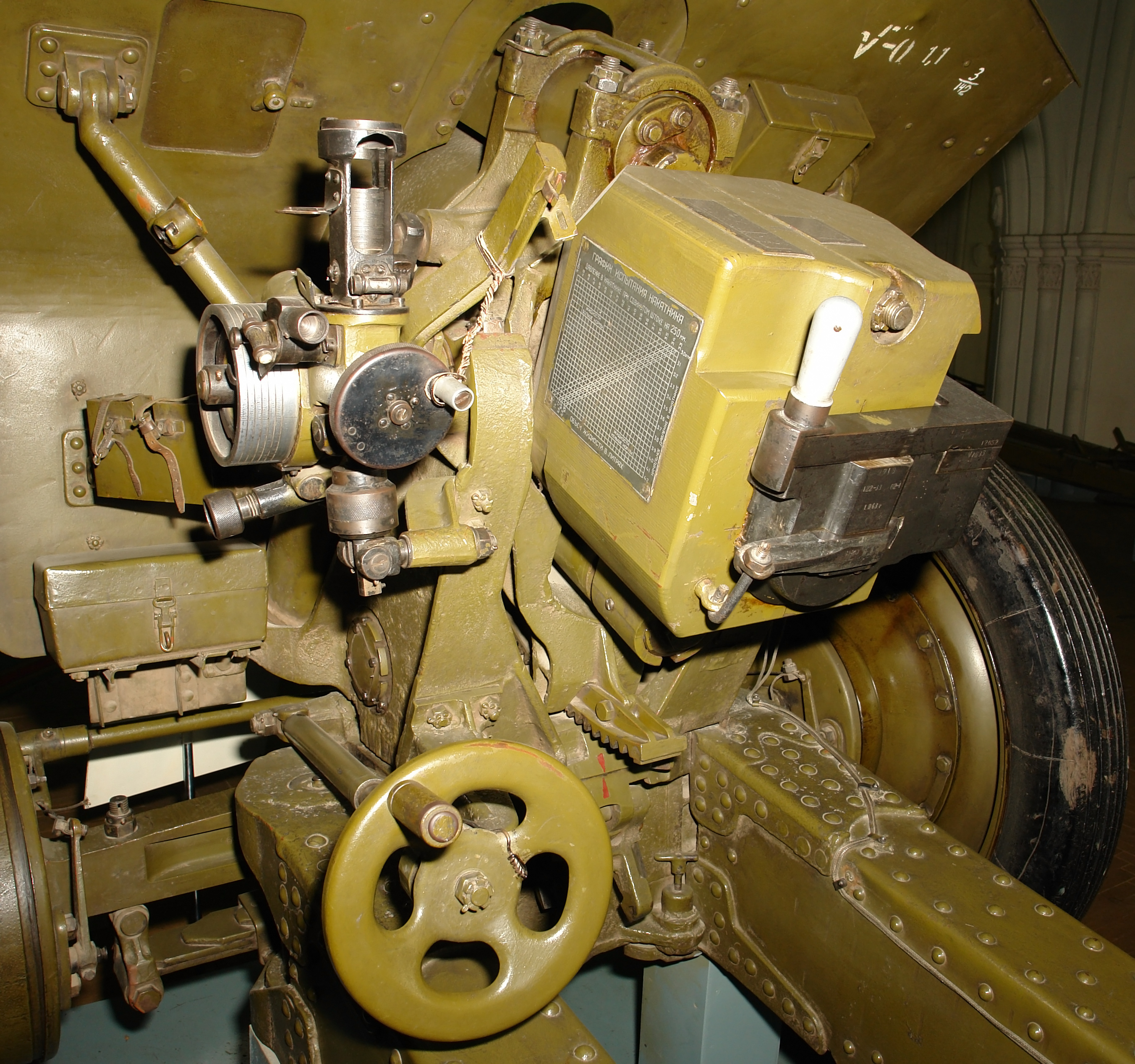
Weitere Ansicht der Zieleinrichtung

Die Hauptwaffe des SU-122 war mit dem Standard-Rundblickfernrohr (russisch панорама Герца, Panorama-Fernrohr) für die gezogene M-30-Feldhaubitze ausgestattet. Diese Zieleinrichtung mit einer mechanischen Entfernungstrommel und ohne Distanzskala im optischen Teil wurde sowohl für Direkt-, als auch für Indirektfeuer verwendet. Sie bot eine vierfache Winkelvergrößerung. Zur Beobachtung durch die Kuppel auf dem Dach wurde ein spezieller Aufsatz ergänzt. Für die Skalen der Entfernungstrommel waren Ausleuchtungsgeräte vorgesehen. Der Fahrer verfügte über einen einzelnen Winkelspiegel in seiner Beobachtungsluke. Auf dem Dach war für den Kommandanten ein Rundblickfernrohr PTK installiert. Hinzu kamen drei weitere Winkelspiegel an Front, Seite und Heck des Aufbaus.

### Nachrichtenmittel
Die SU-122 waren mit einer Funkanlage vom Typ 9R im Aufbau und einer Panzergegensprechanlage vom Typ TPU-3F für drei Teilnehmer ausgestattet.
Die 9R-Anlage bestand aus dem Funksender, -empfänger und dem Umformer zum Anschluss an das 12-V-Bordstromnetz. Die 9R war eine Duplex-, Amplitudenmodulation-, Röhren- und Kurzwellenfunkanlage mit Heterodynempfänger. Die Sendeleistung lag bei 20 Watt. Der Sender hatte einen Frequenzbereich von 4 bis zu 5,625 MHz für die Kommunikation zwischen den Fahrzeugen in der Gruppe. Der Empfänger arbeitete in einem erweiterten Frequenzbereich von 3,75 bis zu 6 MHz für die Kommunikation in der Gruppe und den Empfang von Nachrichten des Stabes. Im Stand betrug die Reichweite im Sprachmodus ohne Funkstörungen 15 bis 25 Kilometer, während der Fahrt verringerte sie sich. Im Unterschied zu anderen damaligen sowjetischen Funkanlagen war der „Telegrafenmodus“ zur Kommunikationen mittels Morsealphabet in der 9R nicht implementiert.
Die TPU-3F-Sprechanlage ermöglichte die Kommunikation im lauten Panzerinneren und durch den Anschluss an die Funkanlage auch mit der Außenwelt.

## Technische Daten
| Selbstfahrartillerie-Fahrzeuge SU-122 und SU-122M         | |                                                                                                   |
| Kennwerte                                                 | SU-122 | SU-122M                                                                                           |
| Allgemeine Eigenschaften                                  | |                                                                                                   |
| Chefkonstrukteur                                          | Lew Israilewitsch Gorlizki                                                                                                   | Lew Israilewitsch Gorlizki                                                                        |
| Prototyp-Bezeichnung                                      | U-35 | Selbst ein Prototyp                                                                               |
| Hersteller                                                | Uralski Sawod Tjascholowo Maschinostrojenija (Ural-Werk des schweren Maschinenbaus in Swerdlowsk)                            | Uralski Sawod Tjascholowo Maschinostrojenija (Ural-Werk des schweren Maschinenbaus in Swerdlowsk) |
| Gewicht                                                   | 29,64 Tonnen | 31,43 Tonnen                                                                                      |
| Länge über alles                                          | 6950 mm | 6537 mm                                                                                           |
| Länge über Panzerwanne                                    | 6100 mm | 6100 mm                                                                                           |
| Breite über alles                                         | 3000 mm | 3000 mm                                                                                           |
| Höhe                                                      | 2235 mm | 2235 mm                                                                                           |
| Bodenfreiheit                                             | 400 mm | 400 mm                                                                                            |
| Besatzung                                                 | 5–6 Mann (Kommandant / zweiter Richtkanonier, erster Richtkanonier, Fahrer, ein oder zwei Ladekanoniere, Verschlusskanonier) | 5 Mann (Kommandant, Richtkanonier, Fahrer, zwei Ladekanoniere)                                    |
| Baujahr(e)                                                | Dezember 1942 – Juli 1943 | April 1943                                                                                        |
| Stückzahl                                                 | 638 | 1                                                                                                 |
| Bewaffnung                                                | |                                                                                                   |
| Hauptbewaffnung                                           | 1 × 122-mm-Haubitze M-30S | 1 × 122-mm-Haubitze U-11                                                                          |
| Sekundärbewaffnung                                        | 2 × 7,62-mm-MP PPSch-41 | 2 × 7,62-mm-MP PPSch-41                                                                           |
| Munition                                                  | 32–40 Granaten, 1491 Schuss MP-Munition, 20 Handgranaten F-1                                                                 | 40 Granaten, 1420 Schuss MP-Munition, 20 Handgranaten F-1                                         |
| Panzerung, Wanne                                          | |                                                                                                   |
| Bug oben                                                  | 45 mm / Neigung 40° | 45 mm / Neigung 40°                                                                               |
| Bug unten                                                 | 45 mm / 45° | 45 mm / 45°                                                                                       |
| Seite                                                     | 45 mm / 90° | 45 mm / 90°                                                                                       |
| Heck oben                                                 | 40 mm / 42° | 40 mm / 42°                                                                                       |
| Heck unten                                                | 40 mm / 45° | 40 mm / 45°                                                                                       |
| Decke                                                     | 20 mm / 0° | 20 mm / 0°                                                                                        |
| Boden                                                     | 15 mm / 0° | 15 mm / 0°                                                                                        |
| Panzerung, Aufbau                                         | |                                                                                                   |
| Geschützblende                                            | 45 mm | 45 mm                                                                                             |
| Front                                                     | 45 mm / 40° | 45 mm / 40°                                                                                       |
| Seite                                                     | 45 mm / 70° | 45 mm / 70°                                                                                       |
| Heck                                                      | 45 mm / 80° | 45 mm / 80°                                                                                       |
| Decke                                                     | 20 mm / 0° | 20 mm / 0°                                                                                        |
| Beweglichkeit                                             | |                                                                                                   |
| Motor                                                     | 12-Zylinder-Dieselmotor W-2-34                                                                                               | 12-Zylinder-Dieselmotor W-2-34                                                                    |
| Maximalleistung                                           | 500 PS (368 kW) bei 1800 min−1                                                                                               | 500 PS (368 kW) bei 1800 min−1                                                                    |
| spezifische Leistung                                      | 16,9 PS/Tonne | 15,9 PS/Tonne                                                                                     |
| Höchstgeschwindigkeit: (Straße / Gelände)                 | 55 km/h / 18 km/h | 47 km/h / 18 km/h                                                                                 |
| Kraftstoffvorrat                                          | 500 + 360 Liter | 500 + 360 Liter                                                                                   |
| Kraftstoffverbrauch auf 100 km (Straße, ohne Zusatztanks) | 83 Liter | 114 Liter                                                                                         |
| Fahrbereich (Straße)                                      | 600 km | 440 km                                                                                            |
| Fahrbereich (Gelände)                                     | 400 km | 400 km                                                                                            |
| Antriebslage                                              | hinten | hinten                                                                                            |
| Federung                                                  | senkrecht stehende Schraubenfedern                                                                                           | senkrecht stehende Schraubenfedern                                                                |
| Kettenbreite                                              | 500 mm | 500 mm                                                                                            |
| Bodendruck                                                | 0,68 kP/cm² | 0,72 kP/cm²                                                                                       |
| Watfähigkeit                                              | 1,3 m | 1,3 m                                                                                             |
| Grabenüberschreitfähigkeit:                               | 2,5 m | 2,5 m                                                                                             |
| Kletterfähigkeit:                                         | 0,73 m | 0,73 m                                                                                            |
| Steigfähigkeit:                                           | 33° | 33°                                                                                               |
| Querneigung:                                              | 30° | 30°                                                                                               |

## Versionen
Die SU-122-Selbstfahrartilleriefahrzeuge (wie auch der Prototyp U-35 und die Versuchsvarianten SU-122M und SU-122-III) nutzten das Fahrgestell des mittleren Panzers T-34 und trugen eine Bewaffnung mit den außenballistischen Eigenschaften der 122-mm-Haubitze M1938 (M-30). Die unter den Indizes SU-122P und SU-122-54 bekannten Selbstfahrgeschütze sind keine Ausführungen des eigentlichen SU-122. Obwohl ersteres zur Nebenlinie der Weiterentwicklungen der sowjetischen mittleren Selbstfahrartilleriefahrzeuge, ausgehend vom SU-122 ist, war dies ein Versuchsmuster auf Basis des Jagdpanzers SU-100, der mit der 122-mm-Langrohrkanone D-25S umbewaffnet wurde. Letztere war ein Jagdpanzer, der in der Nachkriegszeit auf Basis des mittleren Panzers T-54 entstand. Auch versteht man in der sowjetischen Literatur der 1980er-Jahre unter dem Index SU-122 vereinzelt die Panzerhaubitze 2S1 „Nelke“. In einigen Publikationen finden sich Erwähnungen über die Existenz einer Ausführung des SU-122 auf Basis des späteren SU-100, aber sie finden keine Bestätigung in den Forschungen der Historiker M. N. Swirin und I. G. Scheltow u. a. über die Geschichte des mittleren Panzers T-34 und der Kampffahrzeuge auf dessen Fahrgestell.

### Prototyp
U-35 – einzelnes Versuchsmuster, das im Rahmen der Entwicklung des mittleren Sturmgeschützes auf Basis des Panzers T-34 im November 1942 vom USTM gebaut wurde. Als führende Spezialisten wirkten L. I. Gorlizki und N. W. Kurin, sie verwendeten in der Konstruktion einige technische Lösungen aus den früheren Projekten U-33 und U-34. Die werkseigenen- und staatlichen Prüfungen zeigten die Eignung hinsichtlich der für die Klasse von Kampffahrzeugen vorgesehenen Aufgaben und des erforderlichen Spielraums für weitere Verbesserungen. Als Ergebnis nahm die Rote Armee den U-35 für ihre Dienste an, womit er zum Prototyp für den Serienbau der SU-122 wurde. Dieses Fahrzeug selbst besaß jedoch als Folge der Hektik in der Entwicklung viele Mängel, besonders hinsichtlich der Ergonomie des Kampfraums, die nur teilweise im Produktionsablauf behoben werden konnten.

### Serienfahrzeuge
Obwohl bei den in Serie gefertigten SU-122-Sturmgeschützen offiziell keine Ausführungen unterschieden wurden, können sie in verschiedene Varianten gegliedert werden. Infolge des oben erwähnten hektischen Fertigungsbeginns wurden die von den Tests aufgedeckten Probleme und anderen Kinderkrankheiten der Konstruktion im Laufe der Produktionszeit gelöst. Es führte zu merklichen Unterschieden zwischen den Fahrzeugen der Nullserie, den ersten Serien und der abschließenden überarbeiteten Abart vom Sommer 1943. Die wichtigste Besonderheit der Nullserie waren die „unterbrochene“ Front aus zwei Panzerplatten mit unterschiedlicher Neigung, die Kommandantenkuppel und das Fehlen der Ventilatoren des Kampfraums. Späterhin wurden die SU-122 mit einer einzelnen Panzerplatte am vorderen Aufbau, einer verbesserten Geschützblende, Ventilator und einem Periskopsehgerät vom Typ PTK für den Kommandanten anstatt der Kuppel ausgerüstet. Doch alle diese Änderungen wurden nicht gleichzeitig eingeführt, so dass die Fahrzeuge verschiedener Serien eine Reihe von Übergangsvarianten zwischen der Nullserie und dem Endmodell darstellen.

### Versuchsfahrzeuge
- SU-122M – der erste Versuch der Konstrukteure des USTM unter Leitung N. W. Kurins, den gravierendsten Mangel der SU-122 zu beheben – die Montage der Feldhaubitze auf einer Sockelanlage. Sie entwarfen eine Rahmenanlage für das neue 122-mm-Artilleriesystem U-11 mit Keilverschluss und kompakteren Rohrrücklaufvorrichtungen, das vom Artillerie-Werk Nr. 9 entwickelt wurde. Die neue Waffe mit einer etwas veränderten Geometrie des Aufbaus erlaubte es, die Ergonomie der Arbeitsplätze im Kampfraum deutlich zu verbessern. Dabei verringerte die Anordnung der beiden Richtwerke links vom Rohr die Mannschaft um den damit nicht mehr erforderlichen zweiten Richtschützen. Die Kugelgeschützblende für die U-11 war leichter im Vergleich mit der komplizierteren, schweren und sperrigen Version der in Serie gefertigten SU-122. Ihre Einführung brachte einige Vorteile: das Blickfeld vom Fahrerplatz wurde deutlich erweitert, die Belastung der vorderen Laufrollen erreichte wieder normale Werte und die Luke der Frontpanzerplatte des Aufbaus wurde mit der des T-34 vereinheitlicht, was dem Fahrer die Möglichkeit zum Ein- und Ausstieg gab. Als Folge der vergrößerten Masse (bis zu 31,4 Tonnen gegen 29,6 t beim Ausgangsmodell) und des hohen Preises blieb die SU-122M jedoch ein einzelnes Versuchsmuster. Die durch diese Arbeiten gesammelten Erfahrungen erwiesen sich als nützlich in der späteren Entwicklung des Jagdpanzers SU-85, in dessen Konstruktion einige bewährte technischen Lösungen des SU-122M übernommen wurden.[T 2][G 22]
- SU-122-III – der zweite Versuch der Konstrukteure des USTM unter L. I. Gorlizkis und N. W. Kurins Leitung, ein Sturmgeschütz mit einer in einer Rahmenanlage montierten 122-mm-Haubitze zu entwickeln. Dieses Fahrzeug war im Wesentlichen ein Versuchsmuster des Jagdpanzers SU-85, der mit einem neuen Geschütz vom Typ D-6 umbewaffnet wurde. Dieses Waffensystem wurde auch vom Werk Nr. 9 unter F. F. Petrows Leitung gebaut, aber während der Tests erwies sich dessen Mechanik als unzuverlässig. In der hektischen Entwicklung des SU-85 fehlte es aber an Zeit und Personal für die Überarbeitung, folglich erging Befehl die Arbeiten am SU-122-III einzustellen; die Rote Armee nahm es nie in Dienst und es kam zu keiner Serienfertigung.[T 3][G 13]

## Entwurfsanalyse
In der Modellreihe der sowjetischen Panzerfahrzeuge war die SU-122 das erste in großer Zahl hergestellte Muster für die neue Waffengattung der selbstfahrenden Artillerie (eine geringe Anzahl von improvisierten Selbstfahrlafetten wie SU-5, SiS-30 oder SU-76P wurde in einigen Panzerbrigaden während des ersten Kriegsjahres verwendet). Soweit das wichtigste Ziel während der Entwicklung des SU-122 eine möglichst kurze Dauer dieser Arbeiten war, gab es zu einigen technischen und konstruktiven Lösungen keine Alternativen. Im Wesentlichen betraf das die Montage der kompletten vorgefertigten Oberlafette der M-30-Feldhaubitze auf einer Sockelanlage in einem engen Kampfraum und damit das Erfordernis von zwei Richtschützen. Für das gezogene Geschütz hatten diese Besonderheiten sowie der lange Rohrrücklauf keine negativen Folgen auf die Kampf- oder Diensteigenschaften. Die einfache Verbindung zweier für ihren jeweiligen Verwendungsbereiche geeignete Dinge im Entwurf der SU-122 (Fahrgestell des T-34 und Oberlafette der M-30) führte jedoch zu einer langen Liste offiziell angemerkter Fehler und Mängel. Augenblicklich zeigte sich der Bedarf der Entwicklung spezialisierter Geschütze für die selbstfahrende Artillerie und einiger Anpassungen der Panzerfahrgestelle für diese Aufgabe. Diese Arbeiten erledigten die Konstrukteure des USTM und des Werks Nr. 9 später, doch erst die nachfolgenden Serienmodelle der mittleren Selbstfahrartillerie-Fahrzeuge – die SU-85 und besonders die SU-100 – erhielten die geforderten Verbesserungen.
Andererseits war die SU-122 trotz aller Entwurfsnachteile ein dringend benötigtes Kampffahrzeug, das sich bei richtigem Einsatz als sehr nützlich erwies. Bereits nach den ersten Gefechten mit Beteiligung der SU-122 gab es viele positive Berichte von Schützeneinheiten, die vom 1433. und 1434. SAP unterstützt wurden. Der generelle Aufbau der SU-122 erlaubte eine nachfolgende Verstärkung der Bewaffnung und des Panzerschutzes. Später wurde der Basisentwurf fließend durch einige Zwischenstadien zur SU-100 mit einer starken 100-mm-Kanone und einer 75 mm dicken Frontpanzerplatte umgestaltet. Mit Rücksicht auf die Bedingungen in der Entstehungsphase der SU-122 konnte sie daher als recht gutes Fahrzeug mit großem Verbesserungspotential angesehen werden. Das wurde nachträglich durch Frontdokumente des Jahres 1944 bestätigt. Eine Reihe sowjetischer Kommandeure versuchte nach dem Ende der Serienproduktion verbliebene SU-122 zu finden, um mit deren mächtigen Sprenggranaten den Durchbruch feindlicher Verteidigungsstellungen erheblich zu erleichtern.
Bewaffnung
Die Feuerkraft der SU-122 war für ein mittelschweres Sturmgeschütz, das für die qualitative Verstärkung der Panzer- und Schützeneinheiten vorgesehen war, völlig ausreichend, um die verschiedenen Kampfaufgaben auszuführen. Die Splittersprenggranaten vom Typ OF-462 waren sowohl gegen freistehende ungepanzerte Ziele mit auf Splitterwirkung eingestellten Zündern (Aufschlagzünder löst sofort bei Aufschlag aus; Granate dringt kaum ins Ziel ein) als auch gegen durch Feldbefestigungen geschützte Infanterie mit auf Sprengung gestelltem Zünder (Aufschlagzünder verzögert nach Aufschlag wenige Zehntelsekunden; Granate dringt ins Ziel ein) effektiv. Sie konnten mit geringerer Wirksamkeit auch gegen feste Gebäude und Stahlbetonbunker verwendet werden. Die sowjetischen Panzer oder Selbstfahrlafetten, die mit Geschützen mit einem Kaliber von 85 mm oder weniger bewaffnet waren, hatten oft Probleme mit der Zerstörung dieser Fortifikationen, in schwierigen Situationen waren sie teilweise völlig wirkungslos. Die Hohlladungsprenggranaten vom Typ BP-460A wiesen eine gute Durchschlagwirkung gegen stark gepanzerte Ziele wie schwere Kampffahrzeuge oder Panzerglocken auf, aber infolge der Besonderheiten der Haubitze vom Typ M-30 (größere Streuung im Vergleich mit Langrohrkanonen, Notwendigkeit zweier Richtschützen, Fehlen eines spezialisierten Zielfernrohrs für Direktfeuer) waren akzeptable Trefferwahrscheinlichkeiten nur auf kurze Schussweiten zu erreichen. Damit blieb eine effektive Verwendung der SU-122 für Panzerabwehrzwecke auf den Nahkampf beschränkt, zum Beispiel im Stadtgefecht oder einem Hinterhalt. Im Jahr 1943 war für die sowjetische Panzerindustrie das Problem der Entwicklung und Herstellung eines Jagdpanzers akut, der die deutschen Tiger, Ferdinand und modernisierten Panzer IV und StuG III auf Distanzen über einem Kilometer zerstören konnte. Daher wurde die SU-122, trotz all ihrer Vorteile in anderen Verwendungsgebieten, in der Serienproduktion schnell vollständig durch die SU-85 ersetzt.
Ebenfalls ein ernster Nachteil der SU-122 war das Fehlen eines Maschinengewehrs. Trotz der empfohlenen Einsatztaktik in zweiter Linie der Gefechtsordnung, zeigte die Praxis, dass die Fahrzeuge der ersten Linie oft Gruppen feindlicher Infanteristen zurückließen. Zudem kamen 1943–1944 die SU-122 sehr häufig als turmlose Panzer zum Einsatz, wobei ein Maschinengewehr besonders wichtig war. Wurden die SU-122 nicht von eigener Infanterie unterstützt, so waren sie im Nahkampf fast wehrlos. Feindliche Soldaten konnten sie relativ leicht mit Infanteriepanzerabwehrwaffen wie Panzerfäusten vernichten. Insbesondere war das Fehlen im Stadtkampf untragbar.
Panzerung
Zu Beginn der Entwicklung (Oktober 1942) war der Schutzgrad der SU-122 noch ausreichend gegen die weitverbreiteten feindlichen Panzerabwehrkanonen, aber neue Muster änderten dies. Aus jeder Schussweite und unter jedem Winkel besaß die Panzerung eine gute Beständigkeit bei Treffern der kalibrigen Panzergranaten von leichten 37-mm-Pak 35/36, die stark geneigte Frontpanzerplatte bot befriedigenden Schutz gegen diesen Munitionstyp der 50-mm-Pak 38. Die unterkalibrigen Panzergranaten für Pak 35/36 und Pak 38, die auf Schussweiten unter 500 Meter die vordere Panzerung durchschlagen konnten, waren im zweiten Halbjahr 1942 bei den deutschen Truppen knapp. Außerdem blieb ihre zerstörende Wirkung nach einem Durchschlag oft zu gering, um mit einem einzelnen Treffer die SU-122 außer Gefecht zu setzen. Bis dahin hatten die 37-mm- und 50-mm-Panzerabwehrkanonen einen großen Anteil in der Panzerabwehrartillerie der Wehrmacht, aber die deutsche Seite führte aktiv die neue 75-mm-Pak 40 ein, um diese Schwächen auszugleichen. Die späteren Ausführungen der Panzer IV und StuG III wurden ebenfalls mit Geschützen mit ähnlichen außenballistischen Eigenschaften bewaffnet. Mit der 75-mm-Panzergranate war das Durchschlagen der Panzerung der SU-122 aus praktisch jeder Schussweite und unter jedem Winkel kein Problem, abgesehen von Distanzen über 1,5 km (laut sowjetischen Angaben perforierte dieses Projektil eine gegossene Panzerplatte von 90 mm Dicke mit Oberflächenhärtung unter 60° Treffwinkel bis auf Entfernungen von 800 Metern). Soweit der erste Kampfeinsatz von SU-122 im Februar 1943 stattfand und ihre Verwendung en masse im Sommer dieses Jahres – also zu einer Zeit, als die Anzahl der ihnen gegenüberstehenden Kanonen vom Kaliber 75 mm mit langem Rohr stieg, war deren Schutzgrad für den Zeitraum ihres aktiven Frontdiensts schließlich ungenügend.
Mobilität
Da sich die SU-122 das Fahrgestell mit dem Basispanzer T-34 teilte und fast die gleiche Masse aufwies, lag die Mobilität auch auf dessen Niveau. Das wurde aus verschiedenen Gründen als positiv eingeschätzt. Das Fahrzeug war damit geeigneter für gemeinsame Aktionen mit Einheiten, die mit T-34 bewaffneten waren. Beide verbrauchten die gleichen Kraft- und Schmierstoffe, viele Teile konnten zwischen SU-122 und T-34 ausgetauscht werden. Das erleichterte die Arbeit des für die Wartung des T-34 ausgebildeten Personals der Instandsetzungs- und Versorgungsdienste. Andererseits übernahm die SU-122 alle negativen Eigenschaften des T-34-Fahrgestells: Das laute Kettengerassel und die schlechte Stoßdämpfung während der Fahrt, die Federabsenkung des Chassis vom Christie-Typ, sowie die sehr schwierige Gangschaltung. Auch waren im Jahr 1943 noch nicht alle Probleme mit der Zuverlässigkeit des T-34 und der Fahrzeuge auf dessen Basis behoben. In seinen Memoiren erinnerte sich der spätere Panzertestfahrer und Militärtechnikwissenschaftler R. N. Ulanow, dass alle SU-76 seiner Einheit auf einem Marsch im Hinterland die Distanz ohne Störungen zurücklegen, wohingegen bei den SU-122 einige Pannen auftraten.
Vergleichbare Fahrzeuge
Vollgepanzerte turmlose Kampffahrzeuge, bewaffnet mit Geschützen von mittleren Kalibern (zwischen 80 und 130 mm) und mit relativ niedriger Mündungsgeschwindigkeit kamen in den Streitkräften verschiedener Staaten zum Einsatz. Größte Entsprechung der SU-122 war die deutsche Sturmhaubitze 42 (StuH 42), eine Weiterentwicklung des StuG III. Im Vergleich zur SU-122 besaß das Fahrzeug den besseren Frontalschutz (80 mm gehärteter Panzerstahl – unverwundbar für alle Typen sowjetischer Munition der Kaliber 45 mm und 76 mm auf Schussweiten über 500 Meter), aber eine geringere Feuerkraft infolge der 105-mm-Hauptwaffe. Das italienische Semovente da 105/25 „Bassotto“ hatte auch eine gewisse Ähnlichkeit mit den deutschen oder sowjetischen Sturmgeschützen, obwohl dessen Basis ein Fahrgestell des viel leichteren Panzers Carro Armato M15/42 war. Die Westalliierten bevorzugten für die unmittelbare Feuerunterstützung spezialisierte Ausführungen ihrer Kampfpanzer. Diesen erhielten – wie der Medium Tank M4(105) oder der Matilda II – Geschütze mittleren Kalibers mit niedriger Mündungsgeschwindigkeit anstatt der Standardbewaffnung in ihre Drehtürme eingebaut. Die einzige Ausnahme bildete der britische Ordnance QF 25-pdr on Carrier Valentine 25-pdr Mk 1 „Bishop“ auf Basis des Valentine-Infanteriepanzers, der in kleinen Mengen in Serie gebaut wurde. Im Frontdienst neigte man aber dazu, ihn als bewegliche klassische Artillerie statt wie ein Sturmgeschütz zu verwenden.
| Technische Daten              | SU-122                          | Sturmhaubitze 42                | Semovente da 105/25                | Bishop                 |
| ----------------------------- | ------------------------------- | ------------------------------- | ---------------------------------- | ---------------------- |
| Staat                         | Sowjetunion                     | Deutsches Reich                 | Königreich Italien Deutsches Reich | Vereinigtes Königreich |
| Gewicht, t:                   | 29,6                            | 23,9                            | 15,8                               | 17,5                   |
| Länge über alles, m           | 7,0                             | 6,1                             | 5,5                                | 5,6                    |
| Breite über alles, m          | 3,0                             | 3,0 (ohne Schürzen)             | 2,4                                | 2,8                    |
| Höhe, m                       | 2,4                             | 2,2                             | 1,8                                | 3,0                    |
| Besatzung                     | 5–6                             | 4                               | 3                                  | 4                      |
| Baujahr(e)                    | 1943                            | 1942–45                         | 1943–44                            | 1942–43                |
| Hauptbewaffnung:              | 121,92 mm, L23                  | 105 mm, L28                     | 105 mm, L25                        | 87,6 mm, L28           |
| Sekundärbewaffnung:           | –                               | 1 × 7,92-mm-MG                  | 1 × 8-mm-MG                        | 1 × 7,7-mm-MG          |
| Granaten, Stück:              | 32–40                           | 36                              | 48                                 | 32                     |
| Schuss MG-Munition:           | –                               | 600                             | 864                                | ?                      |
| Frontpanzerung, mm / Neigung  | 45/45°                          | 80/69°                          | 50/55°                             | 60/90°                 |
| Seitenpanzerung, mm / Neigung | 45/90°                          | 30/90°                          | 25/90°                             | 60/90°                 |
| Aufbaupanzerung, mm           | 45/40° (Front), 45/70° (Seiten) | 80/81° (Front), 30/90° (Seiten) | 75/90° (Front), 45/75° (Seiten)    | 51/90°                 |
| Motortyp                      | Dieselmotor W-2-34              | Ottomotor HL 120 TRM            | Ottomotor SPA 15TB                 | Dieselmotor AEC A190   |
| Leistung, PS                  | 500                             | 300                             | 185                                | 131                    |
| spez. Leistung, PS/t:         | 16,9                            | 12,6                            | 11,7                               | 7,4                    |
| Höchstgeschwindigkeit, km/h:  | 55                              | 40                              | 38                                 | 24                     |
| Fahrbereich (Straße), km:     | 600                             | 155                             | 180                                | 145                    |

## Erhaltene Fahrzeuge
Die einzige echte bis heute erhalten gebliebene SU-122 ist im Panzermuseum Kubinka bei Moskau ausgestellt. Das Exponat ist nicht fahrtüchtig.